# Гобелен

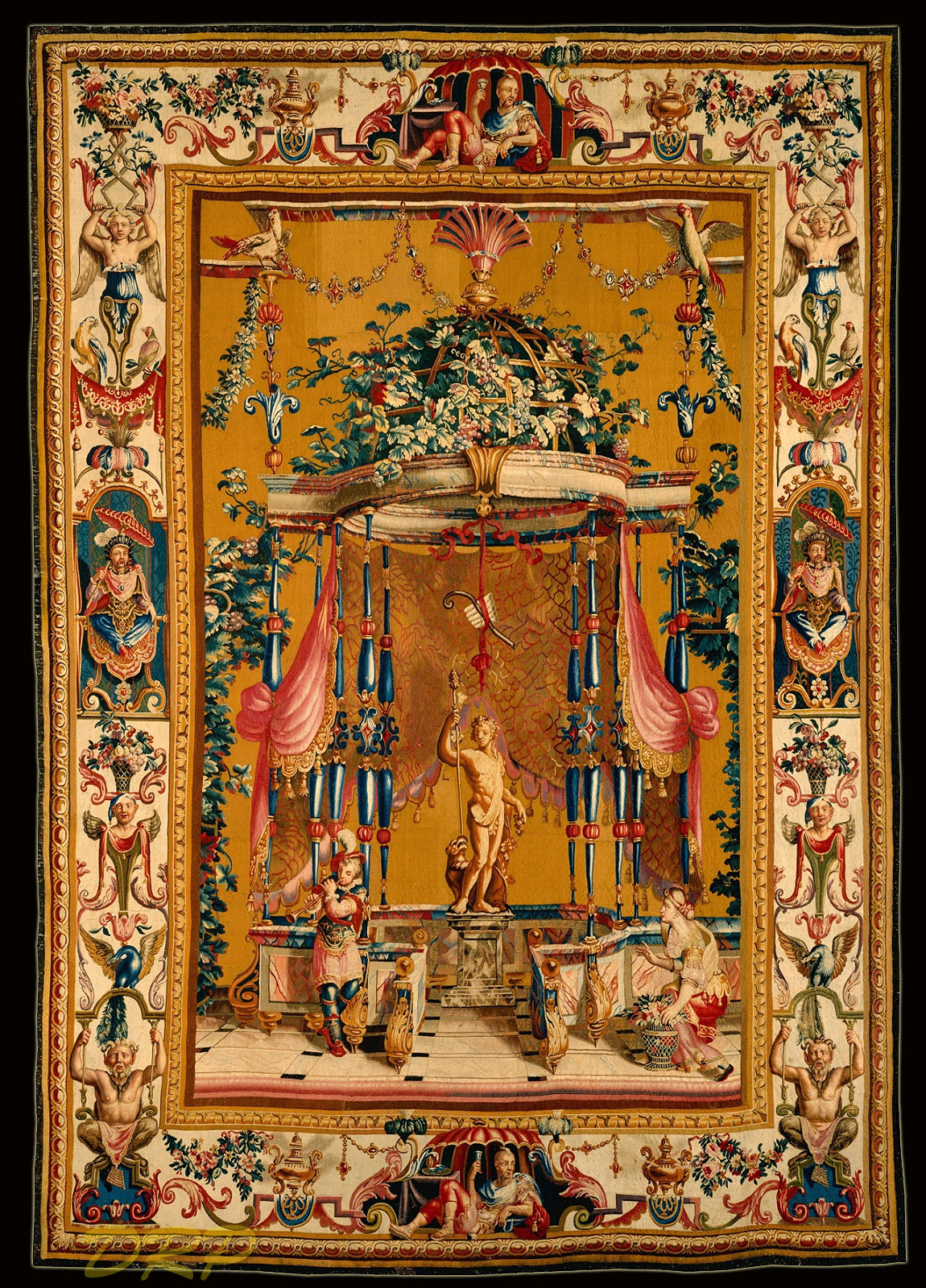
Подношение Бахусу. Шпалера из серии «Гротески на жёлтом фоне» по картонам Ж.-Б. Моннуайе

Гобеле́н (фр. gobelin), или шпале́ра, — один из видов декоративного искусства, стенной односторонний безворсовый ковёр с сюжетной или орнаментальной композицией, вытканный вручную перекрёстным переплетением нитей:5. Ткач пропускает уточную нить через основу, создавая одновременно и изображение, и саму ткань. В Энциклопедическом словаре Брокгауза и Ефрона гобелен определяется как «тканый ковёр ручной работы, на котором разноцветной шерстью и отчасти шёлком воспроизведена картина и нарочно приготовленный картон более или менее известного художника».
Шпалеры выполняли из шерсти, шёлка, иногда в них вводились золотые или серебряные нити. В настоящее время для изготовления ковров вручную используются самые разнообразные материалы: отдаётся предпочтение нитям из синтетических и искусственных волокон, в меньшей степени применяются натуральные материалы:13. Техника ручного ткачества трудоёмка, один мастер может выполнить в год около 1—1,5 м² (в зависимости от плотности) шпалеры, поэтому эти изделия доступны только состоятельным заказчикам. И в настоящее время гобелен (шпалера) ручной работы продолжает оставаться дорогостоящим произведением.
Со средних веков и вплоть до XIX века практиковался выпуск шпалер сериями, в которые объединяли композиции, связанные одной темой. Такой набор шпалер предназначался для украшения помещения в едином стиле. Количество шпалер в серии зависело от размеров помещений, в которых предполагалось размещать их. В таком же стиле, как шпалеры для стен, выполнялись пологи, занавеси, наволочки подушек, также составлявшие комплект.

## Этимология терминов
В разные времена и в разных странах для определения тканого ковра использовались различные термины. В греческом и латинском языках слова «тапес» (др.-греч. τάπης) и «тапетум» (лат. tapetum) соответственно означали как ковёр, так и покрывало, скатерть. Они впоследствии стали основой в разных языках для обозначения произведений шпалерного ткачества:7.
По названию города Арраса, где в XIV веке процветало производство ярких шпалер с использованием золотой и серебряной нитей, такие ковры в Европе получили наименование арацци (итал. arazzi) или аррас (кат. drap de raz, англ. arras), а в Италии любые безворсовые ковры называются «arazzo» (мн. ч. arazzi) и в настоящее время:43.
В XVI веке возникло слово вердюра (от фр. verdure — зелень, трава, листва). Первоначально так называли изображения животных и птиц на фоне природы, но вскоре это наименование закрепилось за самими произведениями шпалерного ткачества, происходящими из Ауденарде, центра производства вердюр с XVII века:16.
Слово «гобелен» возникло во Франции в XVII веке, когда там открылась королевская мануфактура Гобеленов. Продукция мануфактуры была очень популярна, и в некоторых странах гобеленом называлось всё, что выполнялось в технике шпалерного ткачества. По мнению специалистов, термином «гобелен» следует обозначать лишь произведения мануфактуры Гобеленов, все же прочие — называть шпалерами. В настоящее время французским термином tapisserie (англ. tapestry, нем. Bildteppich) обозначается весь художественный текстиль. В России в научной литературе принят термин «шпалера», тогда как в широком обиходе чаще используется слово «гобелен»:8. Так же называют и современные авторские ковры:7. В русский язык слово «шпалера» пришло в XVIII веке из польского (пол. szраlerа, szраler), немецкого (нем. Spalier) или итальянского (итал. spalliera) языков. Изначально так назывались прямые ряды подстриженных садовых деревьев или кустарников или деревянные решётки для поддержки стволов или ветвей деревьев. В русском языке одновременно применяются два термина: «шпалера» и «гобелен», обозначавшие любое тканое произведение, в том числе обивку для мебели. Позднее так же стало называться и полотно, выполненное на машине (гобеленовая ткань).

## История

### Египет

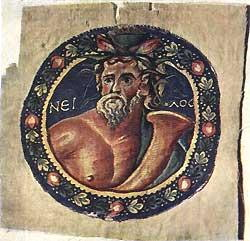
Бог реки Нил. Египет. IV в. н. э.

Принцип шпалерного ткачества был хорошо знаком древним египтянам. В гробнице Тутмоса IV (ок. 1483—1411 гг. до н. э.) была найдена льняная пелена с рисунком из скарабеев и лотосов, а в гробнице Тутанхамона (ок. 1323 г. до н. э.) — платье и перчатки, выполненные в технике шпалеры:9.
Лишь по отзывам древних авторов известно о высоком искусстве создателей вавилонских и ассирийских ковров. По предположениям некоторых исследователей, древние египтяне переняли навыки шпалерного ткачества от народов, населявших Месопотамию. Так как нет данных о массовом производстве в Египте подобных изделий до IV века, возможно, что до этого времени шпалерным ткачеством занимались выходцы из других земель.
Расцветом искусства шпалеры в Египте считается период с IV по VII век. В тканях коптов соединились традиции Древнего Египта и эпохи эллинизма. До наших дней дошли не целые изделия, а небольшие по размеру двухсторонние панно-вставки, выполненные шерстяной нитью по льняной основе и отличающиеся изящным тонким рисунком. Композиции вплетались также непосредственно в ткань. Источником сюжетов для коптских тканей были античные мифы, распространены были изображения фруктов, цветов, животных, орнаментальные композиции. Позднее появились христианские сюжеты. Возможно, что коптские ткачи пользовались для создания своих произведений готовыми образцами, внося в каждое изделие некоторые изменения. Некоторые коптские ткани выполнены в махровой технике, когда уточная нить оплетает петлёй нити основы и вытягивается, причём петли обычно не разрезались. Коптские махровые узлы используются современными художниками по текстилю:82. Известны также ткани «букле»: уток не натягивался и свободно повисал петлёй между нитями основы, для фиксации петли прокидки уточной нити прошивались:80.

### Древняя ГрецияиДревний Рим

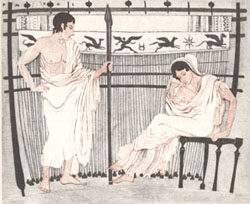
Пенелопа и Телемах у ткацкого станка

Шпалерное ткачество было известно и в Древней Греции. Свидетельство этому — поэма Гомера «Одиссея» (ок. VIII в. до н. э.). Одиссеева жена Пенелопа ткёт для своего свёкра Лаэрта саван, который, как видно на одном из вазописных рисунков, представляет собой не что иное, как узорчатую ткань, выполненную методом полотняного переплетения. Покровительницей ткачества считалась богиня Афина.
Римский поэт Овидий в пятой книге «Метаморфоз» упоминает ткацкие станки, на которых работают во время своего мифологического соревнования Афина Паллада и Арахна, а также подробно описывает сюжеты, которые были вытканы ими. Латинские термины ковроткачества имеют древнегреческое происхождение, поэтому считается, что римляне познакомились со шпалерой в Греции.

### Доколумбова Америка

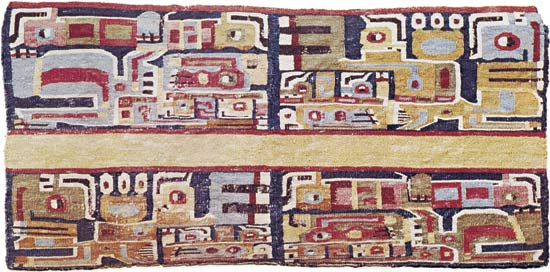
Фрагмент ткани из Перу, Тиуанако (1000—1300)

В Америке самые ранние изделия, созданные по принципу шпалерного ткачества из шерсти и хлопка жителями древнего Перу, датируются 2500 г. до н. э. Перуанские изделия — кайма для украшения костюма, иногда она полностью покрывала одежду. Так декорировались унки, подобия пончо. Сохранились также фрагменты настенных ковров. Плотность переплетения образцов, обнаруженных археологами, достигает 200 нитей утка на 1 см основы:9, энциклопедия «Британника» указывает диапазон плотности перуанских тканых изделий от 60 до 100 нитей утка на квадратный сантиметр. В VI—VII веках техника шпалерного ткачества сложилась окончательно. Наибольшее количество образцов, обнаруженных археологами в прибрежных захоронениях, датируется VIII—XII веками. Саваны, найденные в 1927 году в так называемых «Паракас-некрополях», сохранились благодаря засушливому климату этого района. По предположению археолога Хулио Тельо, в некрополях располагались гробницы представителей знати и священнослужителей. Покрывала из «Паракас-некрополей», размером около 2,5 м на 1 м, выполнены из шерсти в 5—6 цветов. За много веков краски не потеряли своей яркости, а само полотно осталось эластичным. Несомненно, что покрывала создавались специально для погребения. Стилизованные изображения людей и животных на них, возможно, имели ритуальное значение:309—310.
Согласно сообщениям испанцев, относящимся уже к периоду колонизации, а также рисункам на древней перуанской керамике, ткачеством занимались женщины. Для работы использовались примитивные ткацкие станки, однако искусство мастериц было чрезвычайно высоко. Предпочтение отдавалось композициям, построенным на цветовых контрастах, особенно это характерно для тканых изделий империи Инков XIII—XVI веков.
До наших дней в народном ткачестве Перу сохранились традиционные для этой местности мифологические мотивы с зооморфными и антропоморфными фигурами и геометрические орнаменты. Растительные орнаменты, как и много веков назад, встречаются чрезвычайно редко. Для окраски нитей используются красители только природного происхождения, поэтому изделия отличаются гармонично уравновешенным колоритом:9.

### Дальний Восток

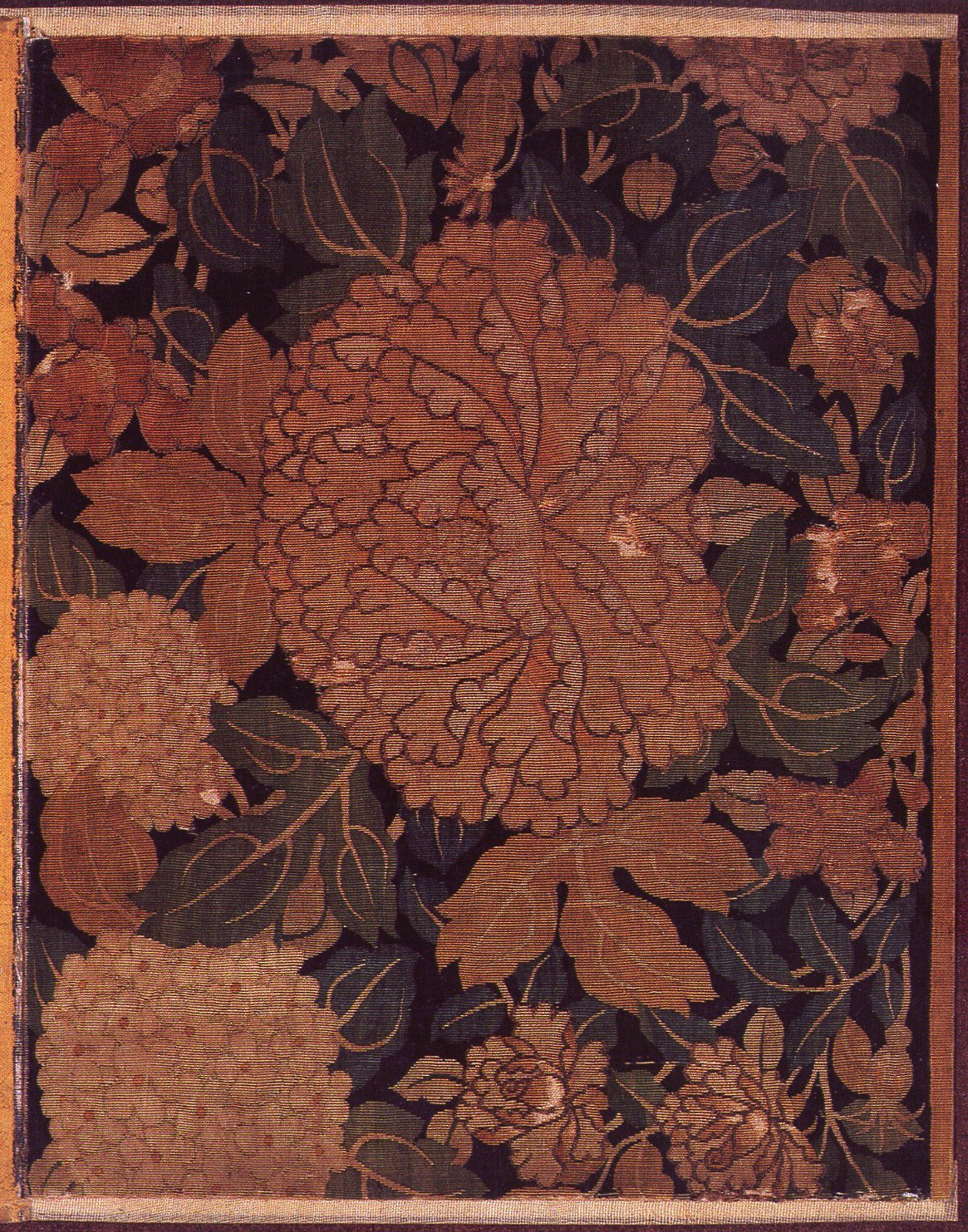
Империя Сун. Шёлковая обёртка свитка Гу Кайчжи, с изображением пионов и гортензий

В Китае шёлковые изделия, выполненные в технике шпалерного ткачества, кэсы, известны с эпохи Хань:9. По данным «Британники», самые ранние образцы кэсы датируются эпохой династии Тан. Так как для кэсы использовались только шёлковые нити (основа — шёлк-сырец, уток — цветные нити), они были очень тонкими и эластичными, на один сантиметр тканого панно приходилось до 116 уточных нитей:9. Для китайского шпалерного ткачества характерны сложные пейзажные или растительные композиции в утончённой цветовой гамме:9—10. В этой технике создавались не только панно, но и одежда. Смена цвета нитей при ткачестве кэсы происходила без сцепления прокидок утка между собой: на границах цветов получались вертикальные просветы, так называемые реле, отсюда и происходит название изделий (кэсы — «резаный шёлк»). Китайский шёлк стал известен в Японии к началу III века, а в период Нара в этой стране уже выпускались местные шпалерные ткани:10. Энциклопедия «Британника» указывает, что тканые изделия, подобные китайским (tsuzure-nishiki, полихромная шпалера), появились в Японии в период Муромати. Они отличались от кэсы рельефной поверхностью, так как для утка использовалась хлопковая нить, обвитая либо шёлком, либо нитью из драгоценных металлов. Из этих тканей в Японии изготавливались праздничная одежда и обёртки для подарков.

### Европа. Средние века

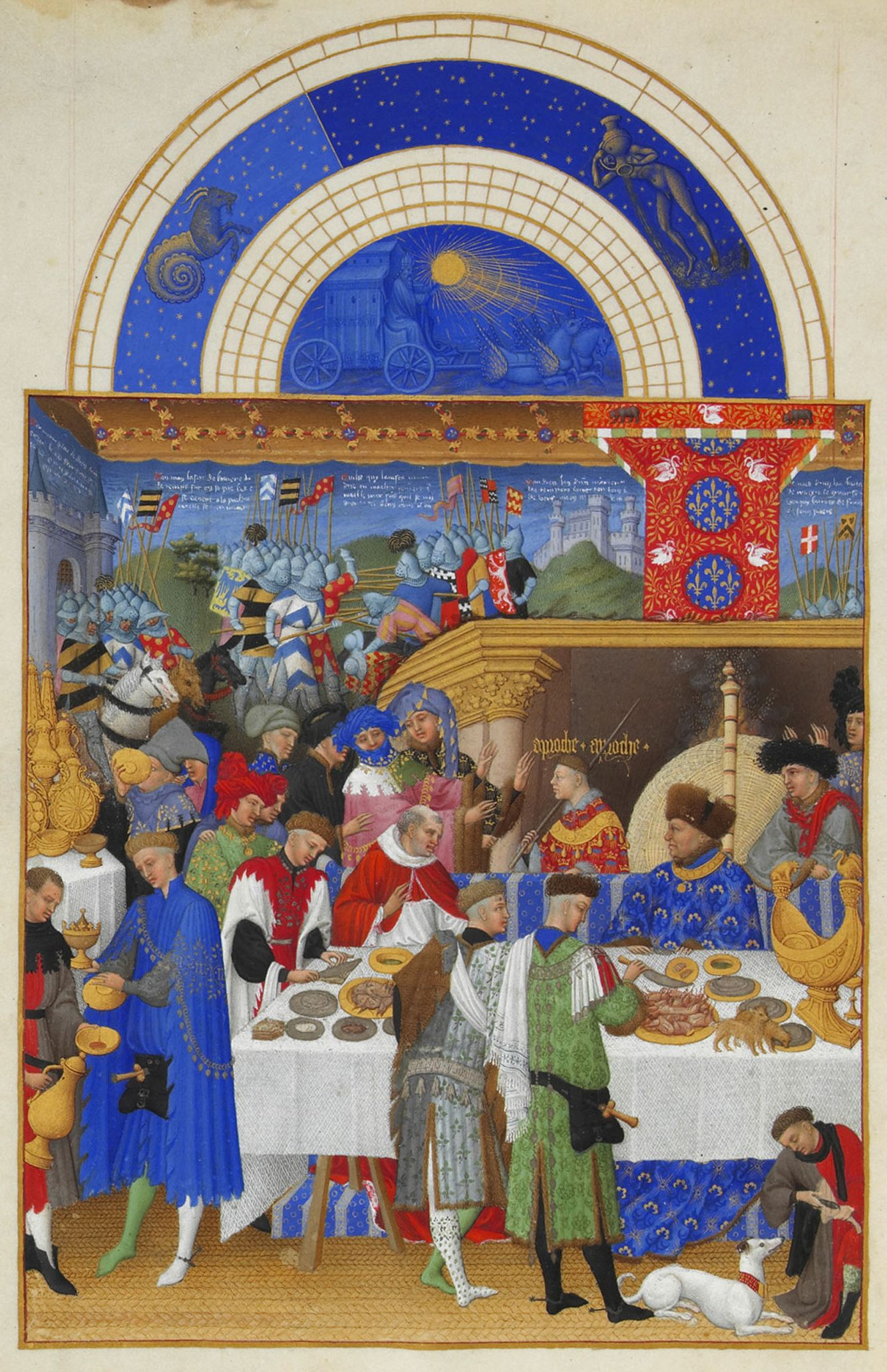
По мнению некоторых исследователей, на этой миниатюре из «Великолепного часослова герцога Беррийского» стены зала украшает шпалера со сценами Троянской войны

История европейской шпалеры началась в эпоху Крестовых походов, когда произведения восточных мастеров в качестве трофеев были завезены крестоносцами. С искусством выработки безворсовых ковров европейцы познакомились также через арабскую Испанию:10. Если в Египте и доколумбовой Америке произведения, выполненные в технике шпалерного ткачества, чаще всего служили украшением (костюма, жилища), то в средневековой Европе шпалера стала изделием декоративно-монументальным:6.
На юге Европы стены покрывали росписями, на севере шпалеры не только украшали стены кафедральных соборов, а затем замков и дворцов, но и выполняли чисто утилитарную функцию, сохраняя тепло, защищая от сквозняков. Шпалерами обивали стены, из них также выполнялись пологи для кроватей, ими, как перегородками, разделялись большие помещения. Их брали даже в военные походы, где использовали при возведении шатров знати. Средневековая европейская шпалера — изделие крупноформатное, длина которого намного превосходит его высоту:18.

#### Германия
Самая ранняя европейская шпалера из церкви св. Гереона в Кёльне выполнена рейнскими мастерами в XI веке. Отдельные её мотивы (изображения фантастических животных) схожи с мотивами византийских тканей IX—X веков. Для шпалер этой эпохи, создававшихся по церковным заказам, характерна монументальность, плоскостное изображение, ограниченная и яркая цветовая гамма, условность фигур персонажей, различия в их размерах, продиктованные средневековой иерархией. Стилистически шпалеры романского периода связаны с книжной миниатюрой и росписями стен. Фон без перспективной глубины, отсутствует детализация, фигуры персонажей несколько угловаты. Основные мотивы: узоры, растительный орнамент, позаимствованные из книжной миниатюры и у восточных и итальянских тканей, причём орнамент украшал все элементы изображения; геральдические знаки; основные цвета — красный и синий. Плотность основы не превышала 5 нитей на сантиметр, что делало рисунок шпалер грубоватым, упрощённым:10.

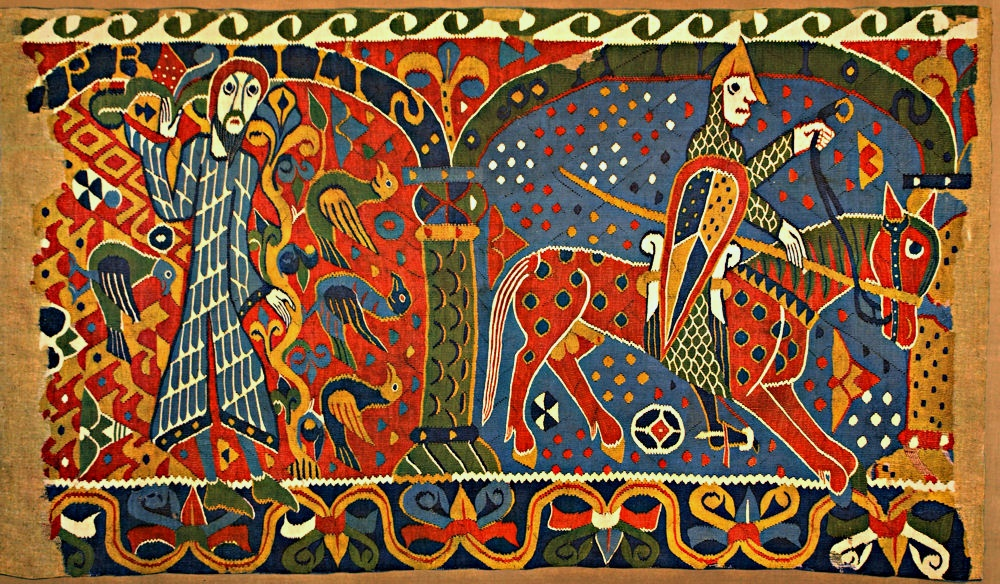
Фрагмент шпалеры «Двенадцать месяцев» из Бальдисхольской церкви — «Апрель» и «Май». Ок. 1180. Музей прикладных искусств. Осло

Популярностью пользовались библейские и исторические сюжеты. Одним из основных заказчиков первых шпалер была церковь. Самые ранние европейские безворсовые ковры происходят из Германии. Их вырабатывали мастера, жившие в домах знати, странствующие ткачи или ремесленники в небольших мастерских, в том числе при монастырях. Ткачи обходились без услуг художников-картоньеров:18, каждая работа, полностью выполненная одним или несколькими мастерами, сохраняет неповторимые черты индивидуального стиля:6. Особенность ранних шпалер — чёрный или цветной контур, обрамляющий детали. Складки одеяний, цветовые переходы передавались с помощью такого приёма ручного ткачества, как штриховка (растяжка) тонкими полосками:19, когда в полотне нити утка одного цвета тонкими штрихами входят в область другого, создавая за счёт оптического смешения третий цвет:75. Чуть позднее шпалерное ткачество пришло в Скандинавию, затем производство распространилось во Фландрии и Франции. Шпалера с символическим изображением двенадцати месяцев (сохранились лишь два сюжета) из Бальдисхольской церкви (Норвегия), по мнению исследователей, могла быть создана около 1180 года немецкими ткачами. Но в орнаментах, обрамляющих изображения, прослеживается связь с традициями народного норвежского ткачества, возможно, что к этому времени в Скандинавии уже появились свои мастера:10.

#### Франция

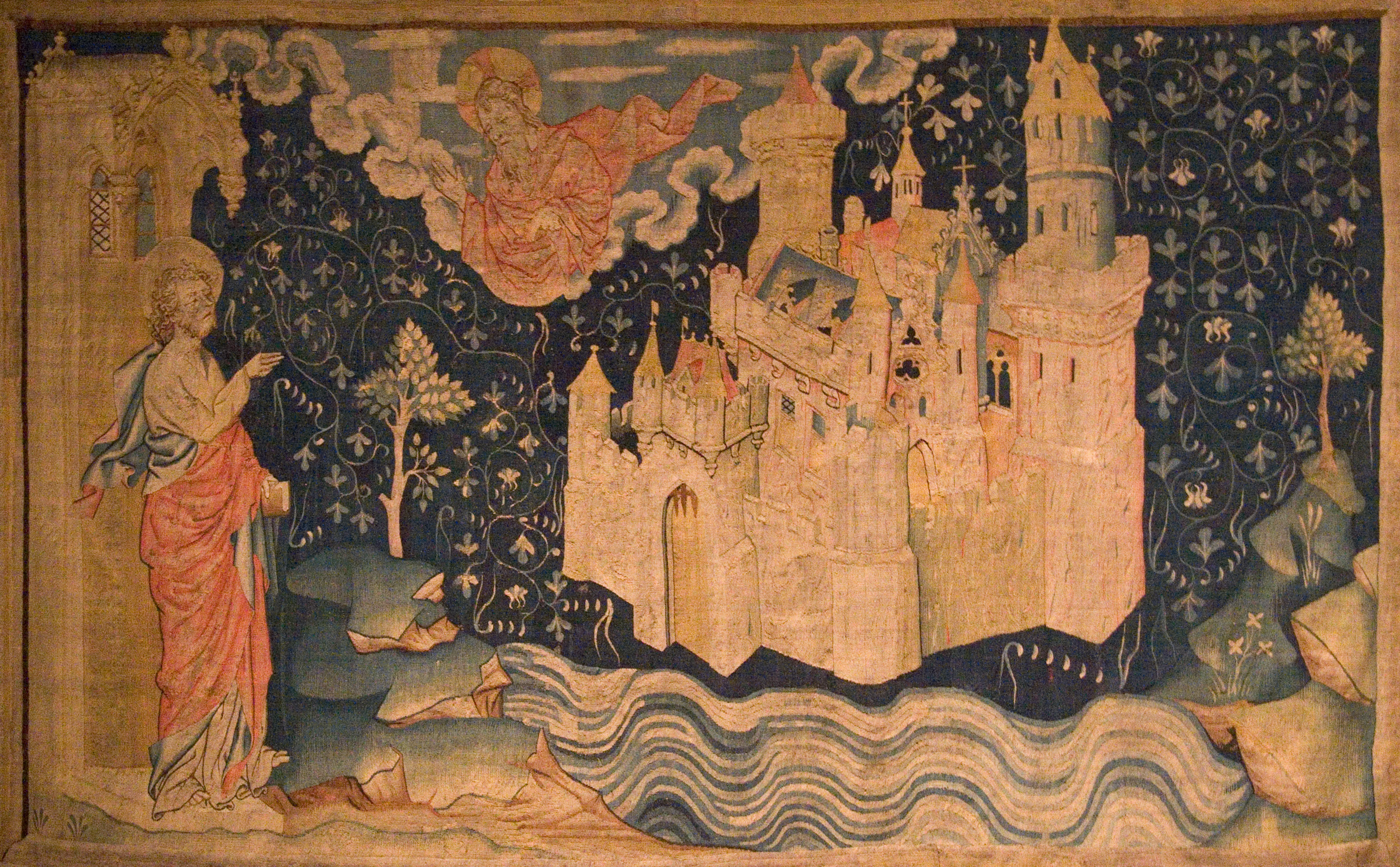
Анжерский апокалипсис. Новый Иерусалим

Книжная миниатюра послужила образцом для грандиозной серии (общим размером 5,5х144 м) шпалер «Анжерский апокалипсис» (ок. 1380 года) — памятника готического декоративно-прикладного искусства. Картоны для шпалер, заказанных парижским ткачам мастерской Николя Батая Людовиком I Анжуйским, были созданы по иллюстрациям испанской рукописи X века «Комментарий к Апокалипсису» Беатуса из Льебаны. Миниатюры «Апокалипсиса», переведённые на шпалеры, получили новое, неожиданно смягчённое звучание:11—12. Располагая достаточно ограниченным набором цветов и используя не более пяти оттенков каждого из них, Батай добился в этой серии шпалер гармоничного объединения повествовательного и декоративного начал:11.
В конце XIV века шпалерное ткачество стало значительной отраслью ремесленного производства. Ковры широко используются не только при создании интерьера, но и в оформлении городов во время религиозных процессий, рыцарских турниров, праздников. Появились первые крупные мануфактуры, где вместе с красильщиками, художниками и ткачами работают картоньеры, которые переводят эскиз на картон, соответствующий размеру будущей шпалеры. Ткач зачастую брал на себя функции и красильщика, и художника, подкрашивая шерсть, чтобы добиться нужного тона, изменяя колористическое решение шпалеры, а иногда и её композицию:12.

Фрагмент шпалеры из серии «Дама с единорогом». Конец XV века. Париж, Музей Клюни

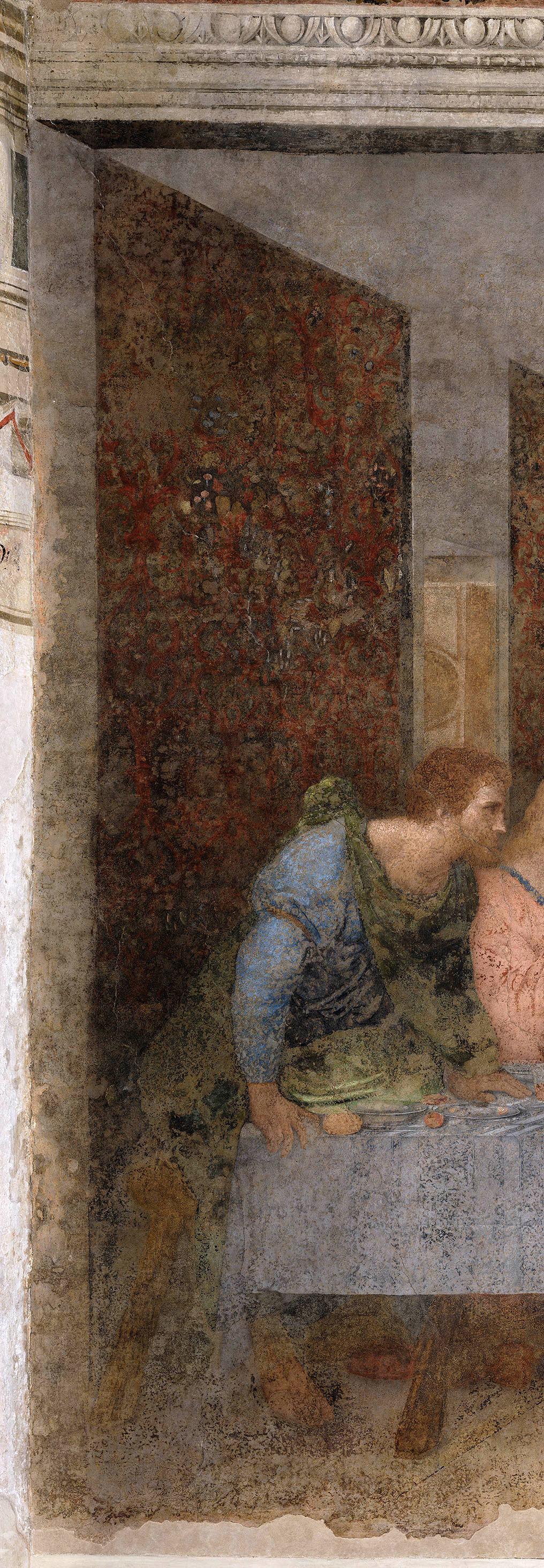
После реставрации (1979—1999) знаменитой фрески Леонардо да Винчи «Тайная вечеря» стало заметно, что тёмные прямоугольники на стенах, подчёркивающие перспективное сокращение в глубину, — это шпалеры «мильфлёр».

В XV веке производство французских шпалер из-за Столетней войны переместилось из Парижа в города, расположенные в бассейне Луары. Здесь во второй половине столетия появился особый вид шпалер, называемый «мильфлёр» (фр. mille fleurs, что означает «тысяча цветов»). На тёмном зелёном, синем или красном фоне, по декоративной кайме, обрамляющей шпалеру, рассыпано множество мелких цветочков, букетиков, ягод, часто изображённых с ботанической точностью. Нередко к растениям добавляются мелкие животные. Сюжеты для этих шпалер выбирались самые разнообразные: античные мифы, библейские истории, аллегории, сцены из жизни, литературные мотивы:29. Существует предположение, что мильфлёры появились под влиянием давнего обычая, бытовавшего во Франции: маршрут процессии в день Праздника Тела Христова украшался тканями со множеством прикреплённых к ним живых цветов. Один из самых знаменитых «мильфлёров» — серия из шести шпалер «Дама с единорогом», созданный в Турени (в настоящее время хранится в Музее Клюни, Париж). Аллегорические композиции, несущие в себе символику, которая может быть истолкована по-разному, разворачиваются на условном тёмно-голубом овальном острове, выделяющемся на розово-красном фоне. И остров, и фон шпалеры усеяны множеством мелких цветов.
«В этом цикле шпалер, сравнительно со всеми предшествующими, трансформировался, усложнился не только характер образов, но и характер пластического мышления создателей. Бесспорно, преемственность традиций готической миниатюры сохраняется, но совершенно по-новому расширяются и, главное, индивидуализируются сюжетные мотивации, художественные и технические средства их воплощения. Здесь гармонично сплетаются правдивость и условность, изобразительность и орнаментальность, плоскостность и глубинность»:14. В. И. Савицкая
 Тип композиции ковров этой серии долго не выходил из моды и повторялся в мастерских Обюссона и Фельтена в настенных шпалерах, занавесях, тканях для подушек:14.

#### Фландрия

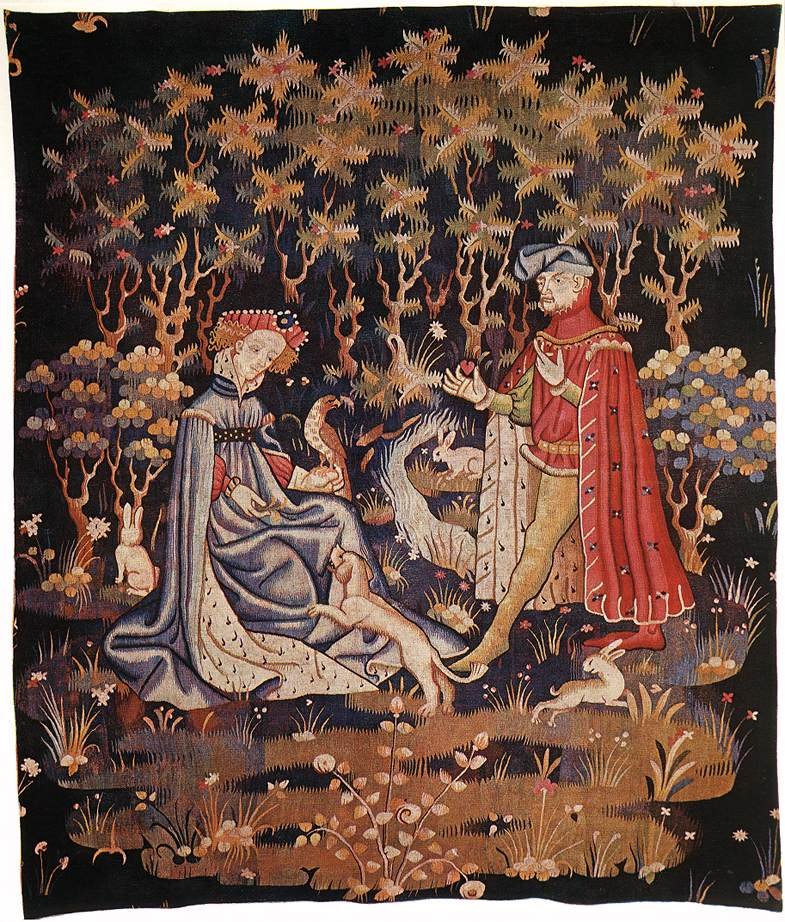
«Предложение сердца». Аррас. Ок. 1410. Музей Клюни

К концу XV века Фландрия, где производство шпалер поддерживалось не отдельными частными заказами, а городскими цехами, стала главным центром художественного ткачества и удерживала первенство в течение трёх веков. Фламандские шпалеры производились в огромном количестве, прежде всего, в таких центрах ткачества, как Брюгге и Антверпен:14.
Наряду с Парижем центром шпалерного ткачества в XIV веке стал Аррас. Для изделий аррасских мастеров характерны ярко выраженная декоративность, использование цветовых контрастов, метафорические сюжеты, отсутствие деталей повседневной жизни:43. Ткачи из Арраса вводили в ткань шпалер так называемое «кипрское золото» — кручёный лён или шёлк, обвитый сплющенной золотой или серебряной проволокой:15. Включение нитей из драгоценных металлов в ткань встречается уже в бронзовом веке:14. На Востоке также вырабатывались ткани с добавлением золотых и серебряных нитей
«Очевидно, что не в Аррасе изобрели такого рода украшение, состоящее в том, чтобы соединять золотые и серебряные нити с шёлком; но однако давайте констатируем, что в Аррасе настолько изменили эту систему, так же как и общую систему ткачества шпалер, что в действительности было создано что-то новое». Э. ван Дривал.
Расцвет шпалерного ткачества в Аррасе пришёлся на времена правления герцогов Бургундских, а завершился в 1477 году, когда Людовик XI разорил город, и многие мастера перебрались во Фландрию:43.
Начиная с XIV века крупным центром по производству шпалер стал Брюссель. На дальнейшее развитие шпалер Брюссельской мануфактуры значительно повлияло творчество мастеров Северного Возрождения: Яна ван Эйка, Хуго ван дер Гуса, Рогира ван дер Вейдена, Мемлинга, Яна ван Роома. В Брюсселе было положено начало выполнению ковров по картинам знаменитых художников. Отличительные черты брюссельских шпалер: сложные многофигурные композиции, где действующие лица заполняют всё поле ковра; определённый стиль в изображении лиц и одежды персонажей, облачённых исключительно в костюмы, соответствующие моде того времени; обязательные травы и цветы на переднем плане. Очень популярны были аллегорические сюжеты, античные и библейские темы. Бордюр ковров — узкий, обыкновенно украшен изображениями плодов и цветов. В XVI веке брюссельские ткачи работали пряжей, окрашенной в 20—30 тонов, к шерсти добавлялись шёлк, золотые и серебряные нити:14—15:72. Одна из известнейших серий шпалер (9 ковров, ок. 1520), созданных в Брюсселе, — «Давид и Вирсавия»:72.

### Возрождение

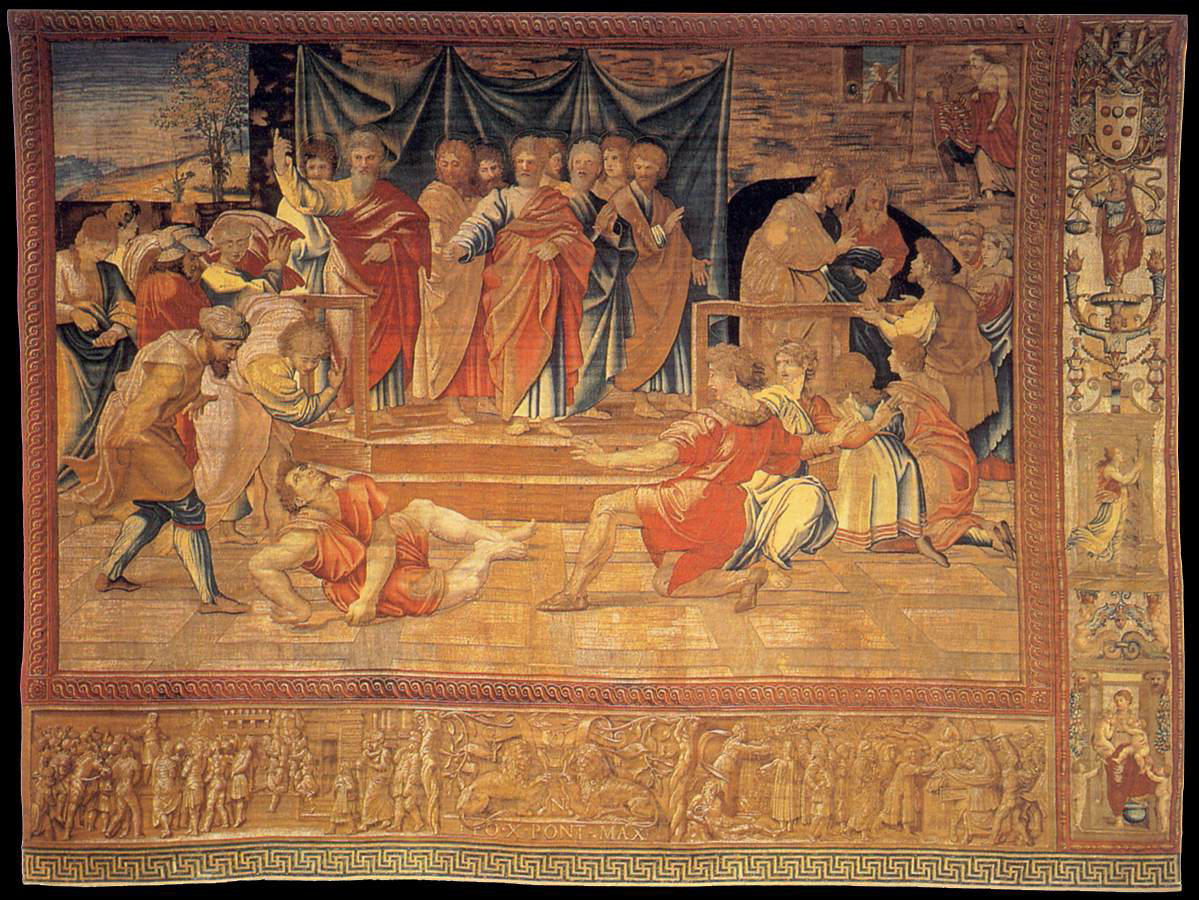
Смерть Анании. Шпалера по картону Рафаэля из серии «Деяния апостолов». Ватиканская пинакотека

Фландрские ткачи располагали скромной палитрой всего лишь из шести цветов, но, используя методы протравки и особый ткацкий приём — растяжку (штриховку), добивались поразительных живописных эффектов. Серия «Деяния Апостолов», выполненная в мастерской Питера ван Альста (Pieter van Aelst II, ок. 1472—1532) в Брюсселе по композициям Рафаэля, заказанным папой Львом X для украшения Сикстинской капеллы, определил дальнейшее развитие художественного ткачества в сторону монументализма и, одновременно, начало сближения шпалеры, в которой теперь стремились передать перспективу, светотеневые эффекты, объём, с живописной картиной. Картоны к «Деяниям апостолов» подготовил для работы Бернар ван Орлей, автор серий шпалер, среди которых «Охота Максимилиана», «Битва при Павии» и «Основание Рима». Благодаря Рафаэлю у шпалеры появляются тканые бордюры с декоративными мотивами-гротесками (фр. grotesque — причудливый). Образцами для них стали гротески с фресок в Лоджиях Ватикана, созданных Рафаэлем и его помощниками:16. Шпалера получает свою «раму», и это обстоятельство приближает безворсовый ковёр к произведениям станковой живописи:63.

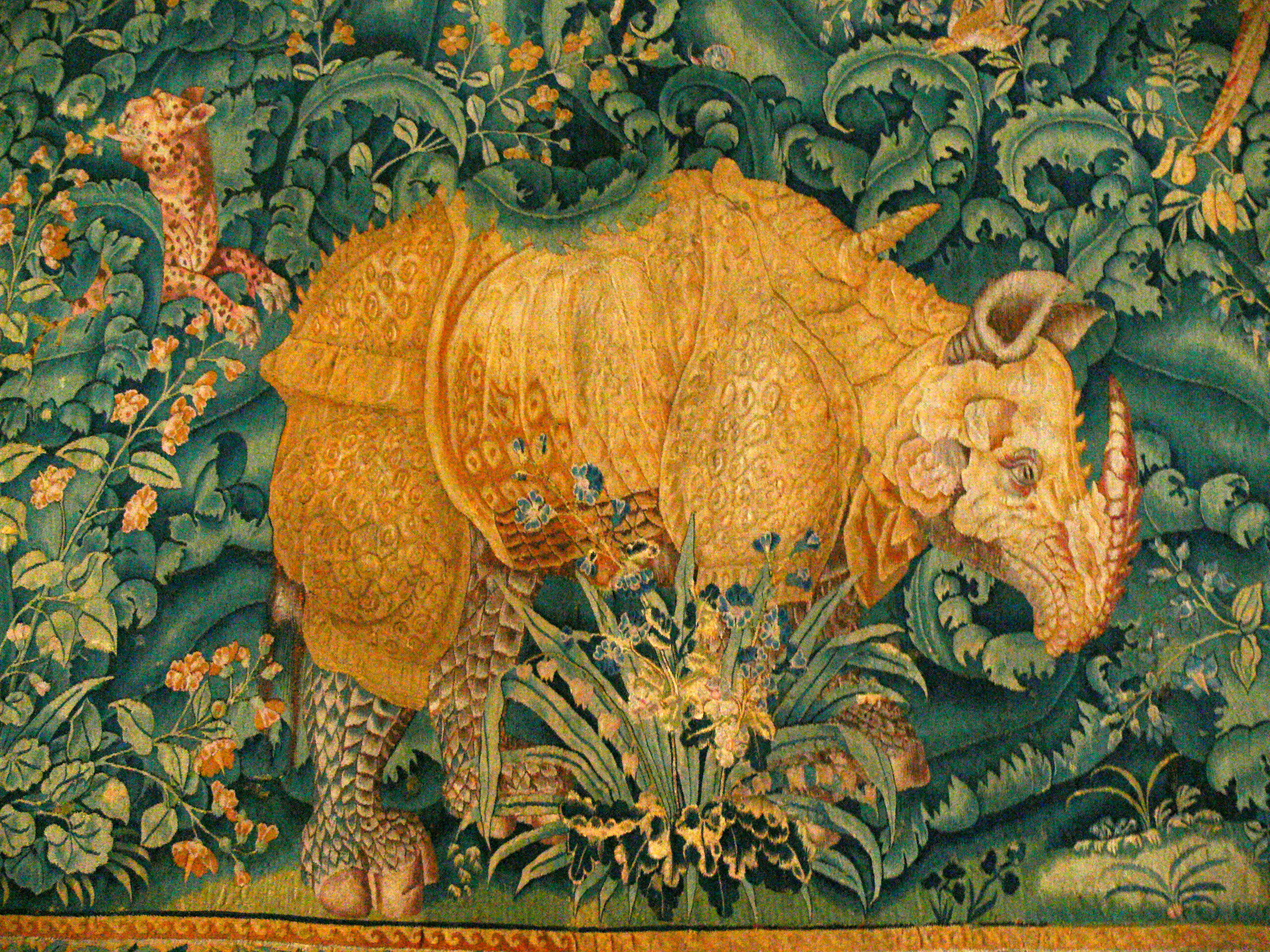
Носорог. Фландрия. 1550. Замок Кронборг

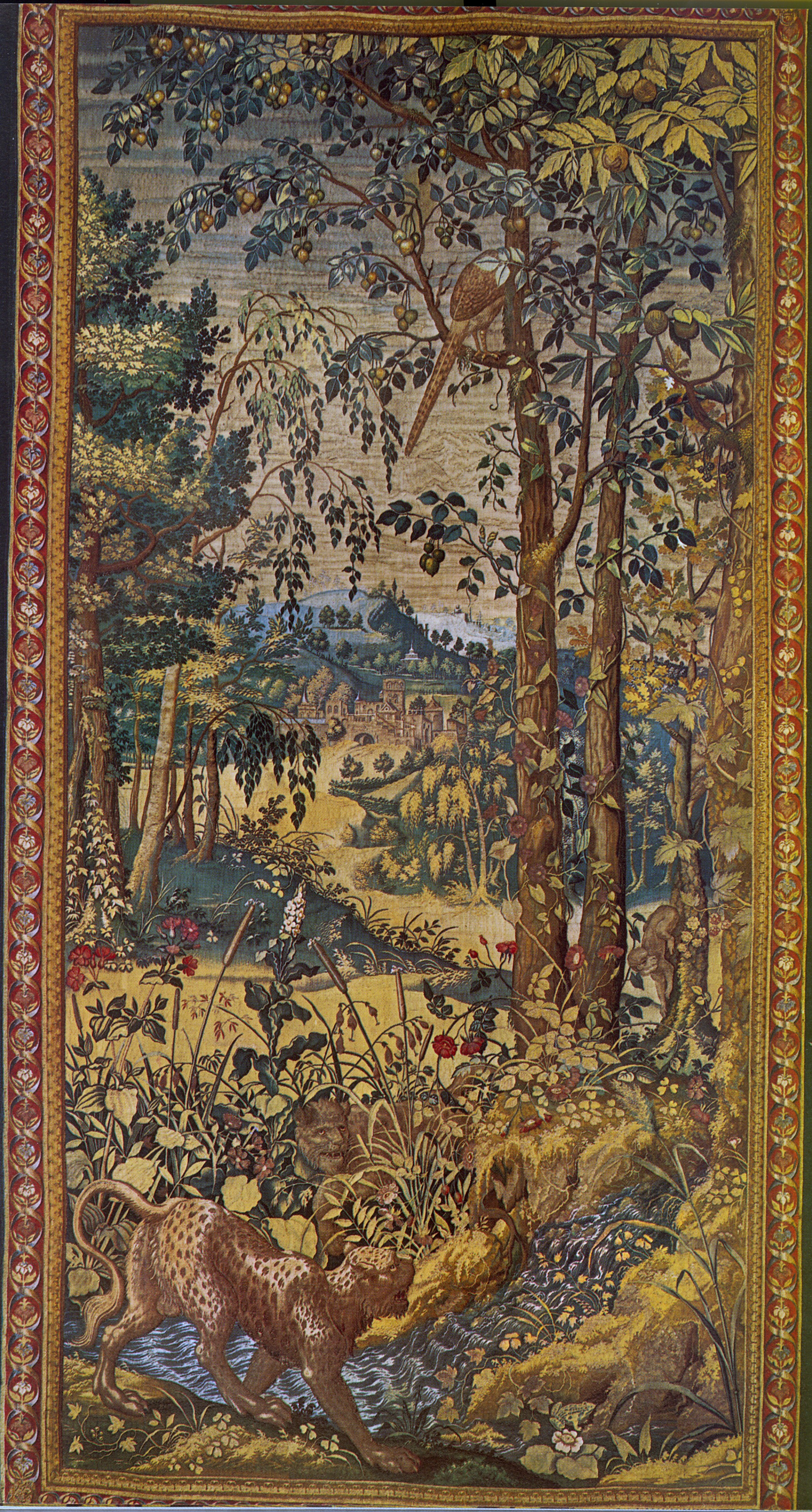
Два леопарда, фазан и обезьяна. Вавельский замок

Во Франции, Голландии и Фландрии становятся популярными шпалеры с реалистическим пейзажем и натюрморты. Фон шпалер, ранее гладкий или орнаментальный, к концу XV века постепенно становится пейзажным. Позднее появляются шпалеры, где главной темой становится изображение природы:50. Первые вердюры (фр. verdure — листва, зелень) были созданы на брюссельских мануфактурах. Построение пейзажа вердюры выполнено по тому же принципу, что и кулисный пейзаж в живописи. Для первого плана выбирались более яркие (зелень) и тёмные (коричневый) тона, они сменялись более светлыми зелёными на втором плане, а для дальнего третьего использовался бледно-голубой. Выполненный со вниманием к мельчайшим деталям гармоничный пейзаж дополнялся изображением реальных и фантастических животных, иногда вступающих в схватку. Часто эти сцены имели геральдический смысл:50. Одним из центров производства вердюр в XVII веке стал фламандский город Ауденарде. Вердюры из Ауденарде отличаются особым колоритом, где господствуют зелёные и коричневые тона, дополненные сине-зелёными и желтовато-кремовыми оттенками; из животных наиболее часто изображены фазаны, цапли, олени, петухи и павлины; из растений — дубы, маки, клёны. Материал для ауденардских шпалер, в отличие, например, от брюссельских, был менее качественный, но грубоватая фактура придаёт им особое очарование:16—17. В Брюсселе одним из первых мастеров вердюры стал представитель знаменитого семейства ткачей Паннемакеров — Виллем. Он работал окрашенным в разнообразные цвета шёлком, активно использовал в своих произведениях золотые и серебряные нити:16.
Замечательные образцы шпалер-вердюр были созданы во Фландрии в середине XVI века для королевского дворца на Вавеле:16. Комплекс шпалер, заказанных королём Сигизмундом Августом во Фландрии (Брюссель), выполнен по картонам Виллема Тонса и Михиля Кокси, работы над ним начались в 20-е годы XVI века. Полный комплект состоял из трёхсот пятидесяти шести шпалер. Особенность этого ансамбля в том, что он создавался специально для определённых помещений, каждому изделию было строго отведено его место в интерьере. В то время в моду вошла так называемая «шпалерная развеска», когда вся стена скрывалась под коврами, поэтому в комплект вошли также шпалеры для простенков между окнами, размещения над дверями и т. д. Залы королевского замка в Вавеле — редкий случай сохранения ренессансных интерьеров до наших дней:62.
В XVI веке популярность снискали шпалеры из Турне, в этом городе работали совместно ткачи Фландрии и Франции. Одними из самых знаменитых мастеров Турне были Паскье Гернье, с именем которого связывается появление новых приёмов ковроткачества, и его четыре сына:17.

### Барокко

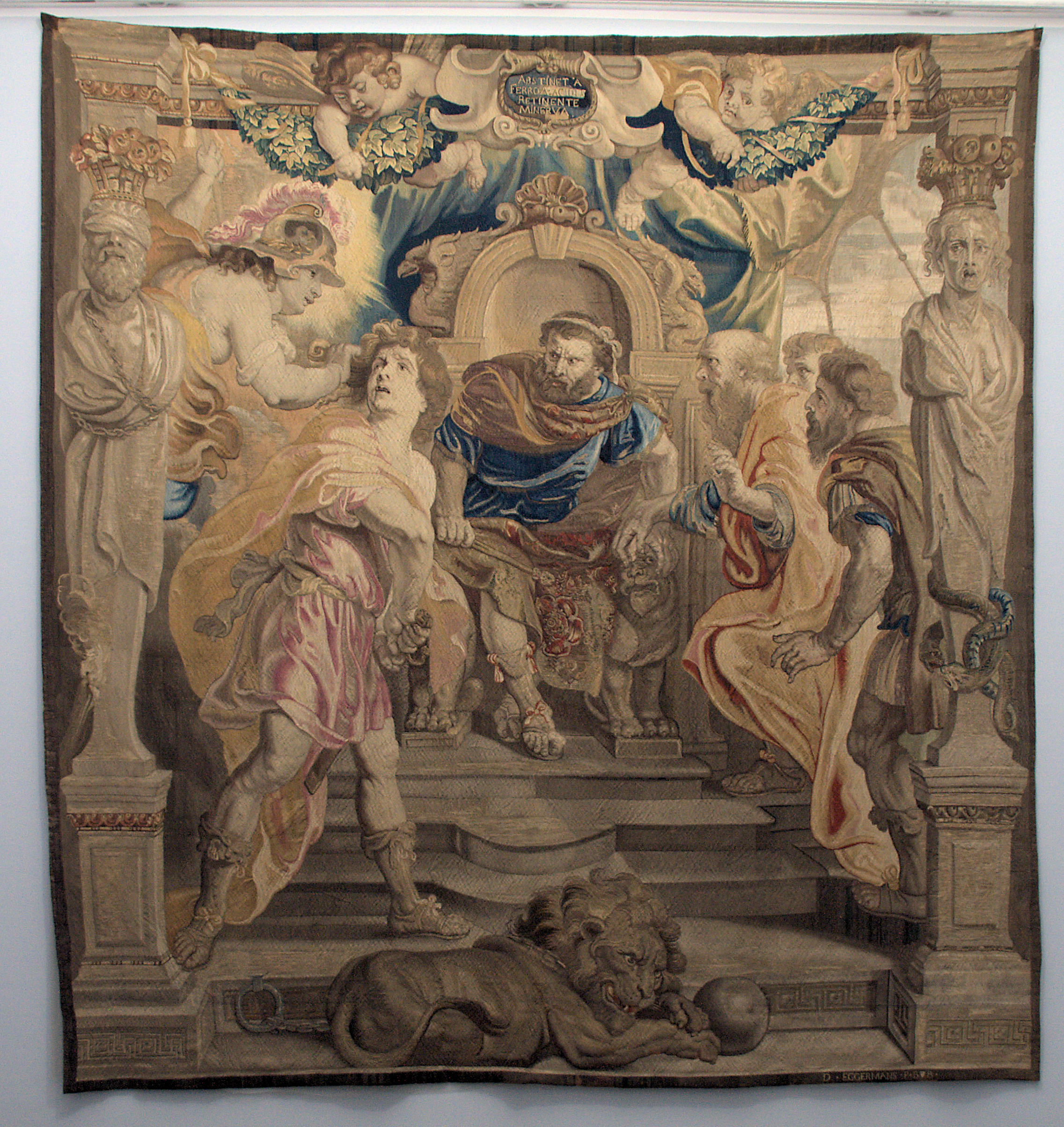
Гнев Ахилла. Шпалера по картону Рубенса. 1630—1635 гг.

Развитие барочной стилистики в шпалере связано с именами Рубенса и его сотрудников и учеников Якоба Йорданса, Франса Снейдерса, Корнелиса Схюта, Юстуса ван Эгмонта, а также французских художников Шарля Лебрёна и Симона Вуэ. По картонам Рубенса в Брюсселе и Париже выполнялись серии «История Деция Муса», «История Константина», «Апофеоз Евхаристии», «История Ахилла». Выразительная динамичная композиция, экспрессивные движения персонажей, неожиданное распределение светотени, смелое цветовое решение — отличительные черты рубенсовских шпалер, для их передачи от ткача требовалось высочайшее мастерство, а иногда — усовершенствование традиционных ткацких приёмов:17.
В соответствии с эстетикой эпохи, шпалера прочно связывается с той архитектурной средой, для которой она создавалась, и уже не может существовать в отрыве от неё. Впечатление от шпалеры, как от театральной декорации, подчёркивается укрупнением передних планов, увлечением эффектами иллюзионизма, передачей световоздушной перспективы. Симон Вуэ создаёт для шпалер вместо обрамления порталы с изображением скульптурных мотивов: кариатид, атлантов, цветочных гирлянд, арабесок в монохромном исполнении (гризайль), объединяя тканые изделия с декором помещения, для которого они предназначены, лепными украшениями стен и потолков:64. В своих картонах к сериям «Подвиги Одиссея», «История Ринальдо и Армиды», «Сцены из Ветхого Завета» Вуэ большое внимание уделял разработке пейзажного фона, построению сложных многофигурных композиций:17.
С 1619 года в английском Мортлейке в графстве Суррей была открыта королевская мануфактура, на ней под руководством Филипа де Мехта трудились фламандские ткачи, приглашённые Яковом I. Позднее на мануфактуре работали английские мастера. Изделия этого предприятия помечались красным крестом на белом фоне. Здесь первоначально вырабатывались ковры по картонам Рубенса. В 1630—1632 годах в Мортлейке была выполнена первая английская серия из шести шпалер — «Геро и Леандр» по эскизам Френсиса Клейна. В 1630 году король Карл I купил в Брюсселе картоны Рафаэля «Деяния апостолов», а в 1637—1638 годах на мануфактуре по ним были сотканы реплики знаменитой серии. Эскизы для бордюров в стиле барокко для этих шпалер создавал Антонис Ван Дейк, по его же эскизам ткались шпалеры с историческими сюжетами:20:79.

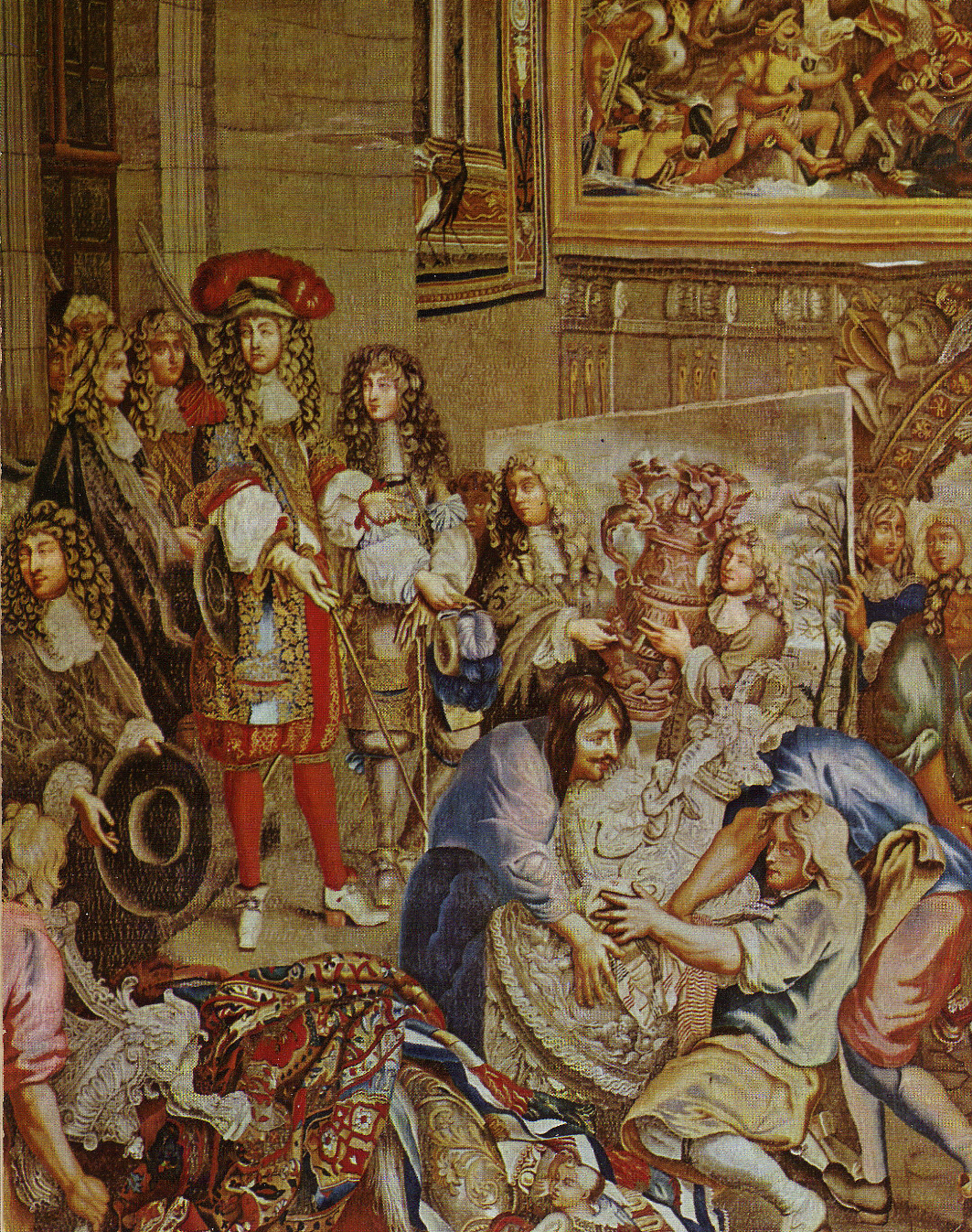
Людовик XIV вместе со своим братом Филиппом и Кольбером посещает мануфактуру Гобеленов. Фрагмент шпалеры. 1667 год

В 1658 году во французском местечке Менси владельцами красильни, семьёй Гобелен, была основана мастерская, выполнявшая заказы по производству шпалер в основном для замка Николя Фуке Во-ле-Виконт. Руководил ей Шарль Лебрён. По представлению сменившего Фуке Кольбера в 1662 году Людовик XIV купил красильню («Отель Гобелен») и ткацкую в казну и создал «Королевскую мануфактуру гобеленов и мебели». Так появилась крупнейшая во Франции шпалерная мануфактура, первое промышленное производство ковров, располагавшееся в парижском предместье Сен-Марсель. С середины XVII века законодательницей мод в производстве шпалер надолго становится Франция, а ковроткачество, как и другие виды декоративно-прикладного искусства, развивается в строгом соответствии с требованиями придворных норм в сторону парадности, максимальной театрализации:65. Произведения мануфактуры Гобеленов, вследствие своей дороговизны, шли почти исключительно на убранство королевских дворцов и на подарки и лишь в редких случаях поступали в продажу. Несмотря на значительность расходов по содержанию мануфактуры и отсутствие прибыли, она продолжала существовать при всех режимах.
В 1663 году во главе «Королевской мануфактуры гобеленов и мебели» был поставлен «первый живописец короля» Лебрён. Лебрён был не только руководителем предприятия, по его эскизам и картонам созданы такие серии шпалер, как «Времена года», «Королевские замки», «История Александра Македонского», «История Людовика XIV». Лебрен, понимая специфику шпалеры, в своих картонах для стенных ковров сохранял некоторую долю условности изображения и колорита.
Для картоньеров мануфактуры было введено разделение на мастеров определённого жанра: пейзажа, архитектурных мотивов, орнамента:17. Отличительным знаком продукции мануфактуры служит вытканная по углам или в центре у верхнего края королевская лилия:17—18.
В 1664 году королевские привилегии получила мануфактура Бове, работавшая на королевский двор, а в 1665 году — мануфактура в Обюссоне, выпускавшая продукцию в основном для заказчиков из провинции:17—18. Мануфактура в Обюссоне специализировалась на копиях пейзажей из Фландрии (в том числе вердюр Ауденарде) и мебельных тканей из Бове:18—19.

### Рококо

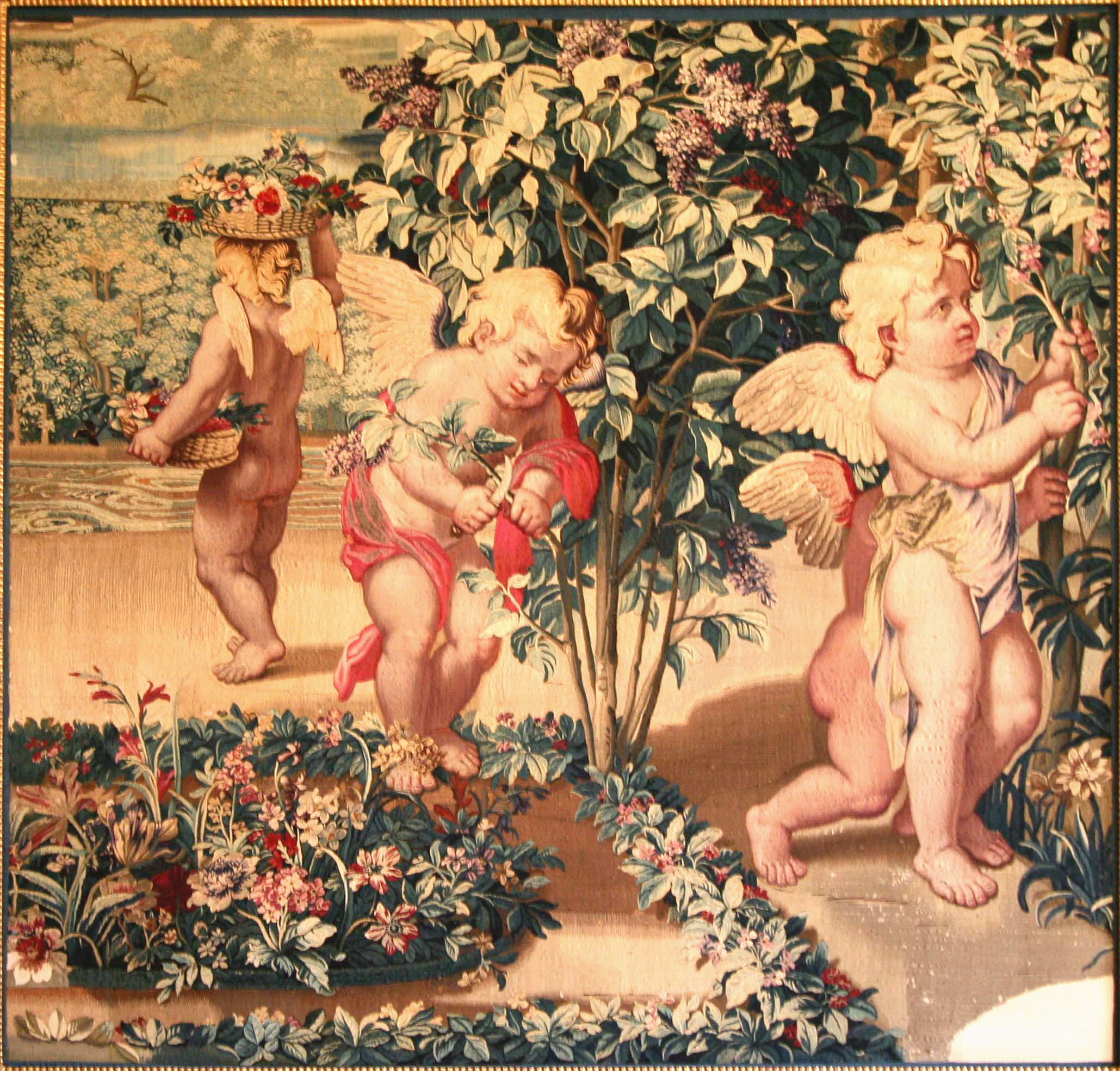
Дети-садовники. Шпалера. Мануфактура Гобеленов. Конец XVIII в., Музей изящных искусств Гробе-Лабади. Марсель

В первой половине XVIII века вычурный и помпезный стиль барокко сменяется более изящным, камерным направлением — рококо: 
…до крайности утончённый декоративный стиль, в формах которого, однако, пропал последний остаток целесообразности. Э. Кон-Винер.
 Место репрезентативных залов занимают камерные салон, будуар, кабинет. В интерьере исчезает стабильная устойчивость, новый стиль не признаёт плоской стены, скрывая её за причудливым орнаментом, зеркалом, пейзажной картиной с перспективой, уводящей взгляд зрителя вдаль. Шпалера утрачивает свою монументальность, уходят в прошлое многофигурные композиции, героические сюжеты уступают галантным сценам и пасторалям с идиллическими пейзажами и тонко проработанными деталями.
С 1730-х годов во французском шпалерном ткачестве главенствовало стремление как можно более точно передать в шпалере живописный оригинал. Максимально увеличивается плотность полотна, пряжа окрашивается в тысячи разнообразных тончайших нюансов цвета (к концу века оттенков насчитывалось 14 600). Одним из тех, кто настаивал на буквальном воспроизведении картины, был художник и руководитель (1733—1755) парижской мануфактуры Жан Батист Удри, который всячески боролся со старинными методами ткачества, по его мнению, делавшими колорит шпалеры «ужасным» и приводившими к «невыносимой пестроте красок, ярких и взаимно несочетаемых». По его инициативе была введена цветовая шкала, где каждый оттенок имел свой номер. Вспомогательные шаблоны, которых строго должен был придерживаться ткач, содержали фрагменты, обведённые контуром и пронумерованные в соответствии с этой шкалой. Таким образом, из процесса создания шпалеры была исключена творческая инициатива ткача — теперь он копировал живописное полотно, не имея права что-то подправлять и изменять, а сама шпалера превратилась в имитацию живописи и даже получила тканую «раму» под багет:19:92.
Для французских мануфактур работал известный художник, яркий представитель стиля рококо Франсуа Буше, стоявший во главе Королевской мануфактуры в 1755—1770 годах. По его эскизам были выпущены серии шпалер — «История Психеи», «Любовь богов» (Бове, за 23 года было выпущено 73 гобелена этой серии) и три шпалеры в подарок китайскому императору («Китайская серия») в модном стиле «шинуазри» (Обюссон):18—19:92.
В XVIII веке в Мадриде была основана королевская шпалерная мануфактура. Более всего она известна тем, что эскизы картонов для неё выполнял Франсиско Гойя:20.

### Петербургская мануфактура

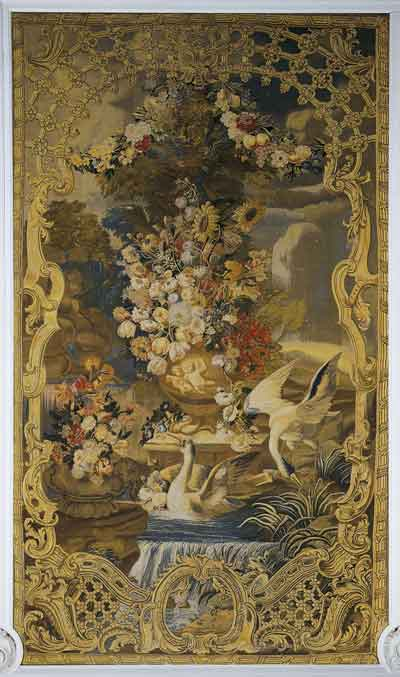
Лебеди. 1758. Петербургская мануфактура

В России первая мануфактура по производству шпалер для дворцовых интерьеров появилась при Петре I: в 1716 году из Франции были приглашены мастера Королевской гобеленовой мануфактуры, с которыми были заключены пятилетние контракты, предусматривавшие кроме собственно работы обучение российских ткачей. Первым директором мануфактуры стал Филипп Бегагль, прибывший в Санкт-Петербург в 1717 году и сыгравший значительную роль в развитии российского шпалерного искусства.
Поначалу ткачи мануфактуры не имели для работы инструментов, им не выплачивали жалованье; материал для работы приходилось закупать за рубежом. С начала 1720-х годов шпалеры помогали ткать уже и русские ученики:101. Готовые изделия подписывали только иностранные мастера, поэтому имена русских учеников — Ивана Кобылякова, Филата Кадышева, Михайло Ахманова, Сергея Климова — известны только по архивным документам:101. На обучение мастерству требовались годы: Иван Кобыляков смог подать прошение о переводе в подмастерья только после двенадцати лет ученичества.
Каждый из ткачей специализировался в изображении определённых мотивов, выполнение лиц и фигур персонажей считалось самым сложным и доверялось опытным работникам. Один квадратный аршин шпалеры четыре мастера ткали около месяца:101.
В 1722 году Шпалерная мануфактура была передана в управление Мануфактур-коллегии. К 1725 году на производстве работало 5 французских мастеров и 22 русских ученика, «дошедших до совершенства». В 1730 году мануфактура была переведена из Екатерингофа в Петербург, на Первую Береговую улицу (в настоящее время — Шпалерная):101. За Литейным двором расположилось пять мастерских: десять станков и красильня. После смерти Ф. Бегагля в 1732 году все работы на мануфактуре велись силами только русских специалистов.
С 1733 года в качестве картоньера на мануфактуре работал живописец Дмитрий Соловьёв. Несмотря на то, что ему помогали сын и несколько учеников, картонов для производства шпалер постоянно не хватало. Практиковалось выполнение изделий как по картинам из собрания Эрмитажа:104, так и по готовым западноевропейским образцам.
В 1740-х годах мануфактура переживала упадок: спрос на её продукцию резко снизился, готовые изделия, которым не находилось применения, заполняли склад. Во второй половине десятилетия из мастеров-ткачей только двое были обеспечены работой. В 1750-е годы, в связи с нехваткой картонов, на мануфактуре повторяют ранее созданные здесь работы, а также делают копии с ранних (XVI—XVII веков) западноевропейских шпалер, при этом повторяя ошибки оригинала. В 1755 году по распоряжению Елизаветы Петровны было возрождено производство шпалер для помещений нового Зимнего дворца, с этой целью вновь прибегли к помощи мастеров из Франции:102. 7 января 1761 года согласно дневнику Штелина (который он вёл под именем статского советника Мизере) в Петербург «приехал новый мастер для гобеленов (тканые обои) (d’arazz) г-н Банде»:53.
Пётр III обратил внимание на мануфактуру почти сразу после своего восшествия на престол. Штелин указывает, что император «посещает обойную фабрику à la Gobelins, устроенную Петром Великим, но пришедшую в упадок после его смерти и только вновь приведённую в порядок императрицей Елисаветой. Принимает её под своё особое покровительство и назначает её директором бывшего своего камердинера Брессана. Заказывает два больших куска haute lisse для двух стен передней в новом Зимнем дворце. Один из них должен был представлять восшествие на престол императрицы Елисаветы, а другой — его собственное (длина от 3 до 4 сажен, высота — 1/2 сажени). Статский советник Штелин должен был составить аллегорический рисунок, император одобрил и поручил директору Брессану заказать по нему две большие картины в Париже»:39.
Расцвет мануфактуры пришёлся на 1760—1770-е годы, к тому времени на ней работали отечественные ткачи, картоньеры и художники. На Петербургской мануфактуре культивировался редкий для шпалеры жанр — портрет, требовавший от ткача особого мастерства при выполнении лица модели. Производились в основном портреты царствующих особ и людей, близких ко двору:20—21.
Французский дипломат М.-Д. Корберон, посетивший мануфактуру в апреле 1776 года, оставил следующие впечатления от визита:

В субботу утром осматривал я производство гобеленовых ковров, сотканных по образу савенерских. Во главе этого учреждения находится итальянец Брессан. Я беседовал с ним, и он сообщил мне, что на этой фабрике работает 200 человек. Я их не видел, но заметил две громадные комнаты, имеющие по двадцати окон с каждой стороны, где в большом порядке расположены станки с тем расчётом, чтобы хозяин из середины зала мог охватить взглядом всё, что делается вокруг. Мне показали несколько образцов вышивок, которые мне не понравились. Лица на них, в смысле очертаний и цветов, исполнены очень плохо; оказывается, что эти работы стоят очень дорого:116.
В 20-х годах XIX века в связи с новым падением спроса на продукцию мануфактуры она совсем не приносила дохода. Начиная с 1827 года убыточность производства возрастала, и в 1858 году мануфактура закрылась. Всего на Петербургской мануфактуре было произведено 205 шпалер:102. В музеях России хранится чуть более ста шпалер отечественного производства, около половины из них — в коллекции Эрмитажа.

### XIX век. Попытки возрождения шпалерного ткачества

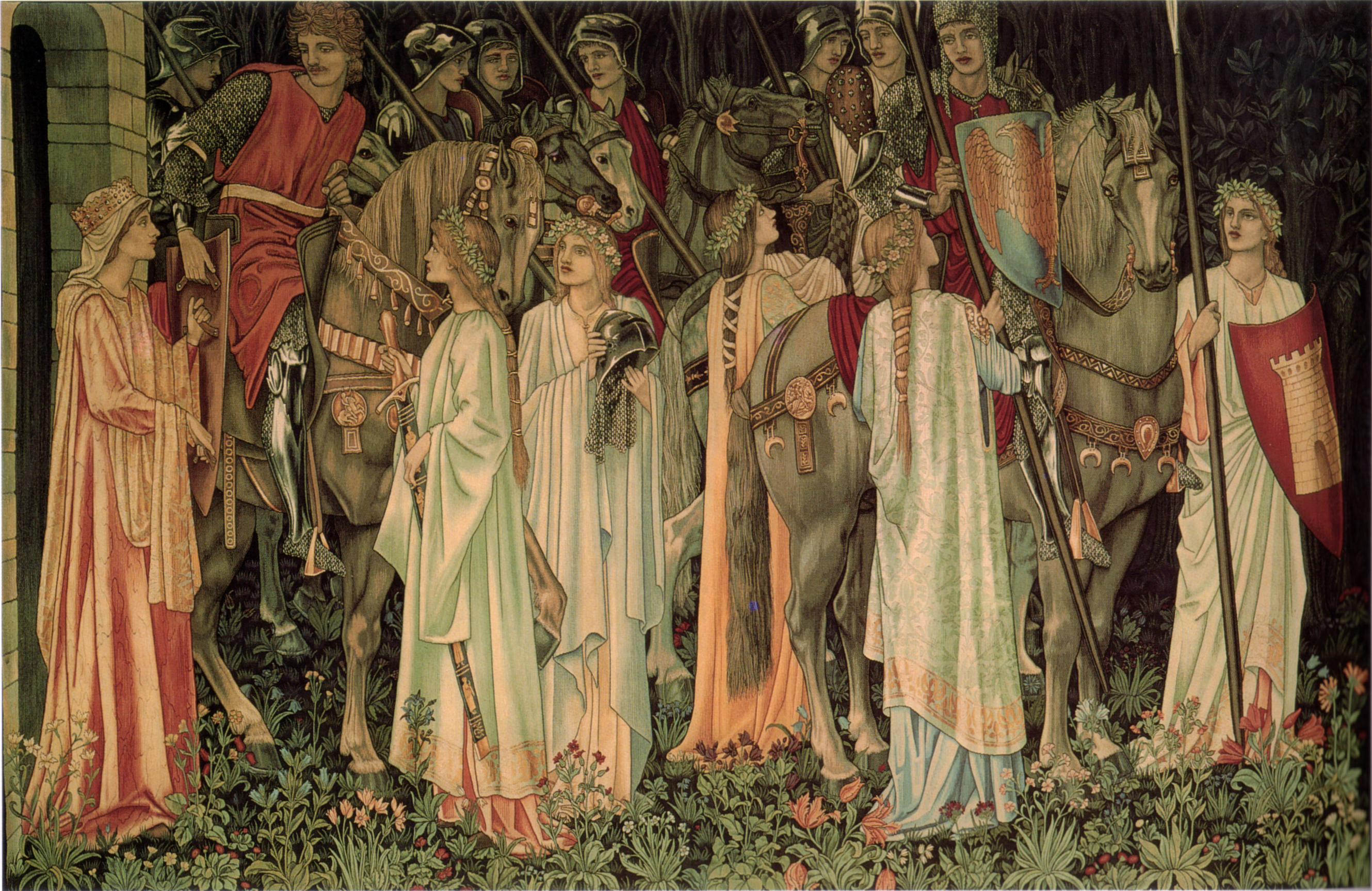
Фирма «Моррис и Ко». Выступление воинов. Э. Бёрн-Джонс. Шпалера из серии «Святой Грааль»

Развитие машинного производства во второй половине XIX века, а также изменения моды и вкусов заказчиков привели к упадку шпалерных мануфактур. Одним из тех, кто сделал первую попытку возродить искусство классического средневекового ткачества, был Уильям Моррис. Он сам освоил ремесло ткача, работая дома по несколько часов в день на станке. В 1881 году Моррис открыл в Мертонском аббатстве шпалерную мастерскую. Считая, что творческое начало заложено в любом человеке, он всячески поощрял инициативу рабочих предприятия. В Мертонском аббатстве шпалеры создавались точно так же, как в средние века. Сам Моррис сочетал функции художника, ткача и красильщика, возвращаясь в те времена, когда шпалера была результатом согласованных усилий нескольких мастеров, а ткач не выступал в роли копииста. В этом смысле Моррис предвосхитил реформу шпалерного ткачества XX века. Наиболее известны циклы шпалер фирмы Морриса на библейские сюжеты и по мотивам легенд артуровского цикла:21—22. По фотографии эскиза художника — почти все живописные наброски для мертонских шпалер выполнял Бёрн-Джонс, увеличенной до размеров будущего изделия, уточнялась композиция. Детали, орнаменты, колорит шпалеры прорабатывались Моррисом и его учеником, дизайнером Джоном Дирлом.
В 1893 году художник Майоль открыл небольшую мастерскую по производству шпалер в Баньюльс-сюр-Мер. Вдохновлённый коллекцией ковров музея Клюни, он стремился противопоставить массовому машинному производству изделия, выполненные вручную. Майоль создавал эскизы и картоны для ковров, искал наиболее подходящее сырьё, экспериментировал с красителями растительного происхождения (он открыл новый способ получения красной краски), расширяя цветовую гамму продукции мастерской. Шпалеры, выполненные по картонам Майоля, — «Музыка», «Очарованный сад» — экспонировались на брюссельской выставке «Группы двенадцати» и получили благосклонные отзывы критиков. Для ковров Майоля характерны плавно изгибающиеся линии рисунка, стилизация изображения под растительные формы. Экономические трудности, зависимость от наличия заказов, проблемы со зрением заставили Майоля в 1900 году закрыть мастерскую.

### Первая половина XX века. Реформа шпалеры. Жан Люрса
С середины 1920-х годов предпринимались неоднократные попытки модернизировать искусство шпалеры. Директор обюссонской Школы декоративных искусств Мариус Мартэн (фр. André-Marius Martin) разработал свою программу обновления шпалерного ткачества. Важнейшим из свойств шпалеры Мартэн считал её выразительность, которая была утрачена в XVIII—XIX веках. Возврату декоративного характера древнему ремеслу по Мартэну должны были способствовать сокращение количества применяемых цветов и их нюансов, а также восстановление старинных ткацких приёмов. Мартэну противостояли, и вполне успешно, картоньеры мануфактуры в Обюссоне, ратовавшие за точное воспроизведение в шпалере живописного картона:23.
В 1924 году Рауль Дюфи выполнил эскизы для мануфактуры в Бове ансамбля «Париж», в который вошли ширма, шпалера, обивка для кресел. Результат разочаровал художника, по его мнению, после воспроизведения в тканых изделиях его эскизов получилась «слишком буквальная и слишком сухая репродукция». То же случилось и со шпалерой «Вид Парижа» (Дюфи, 1934). Залогом успеха в развитии искусства шпалеры и вывода его из кризиса Дюфи считал передачу инициативы в воплощении картона ткачу, который должен был стать соавтором художника:23.
Дать искусству шпалеры новую жизнь пыталась Мари Кюттоли, жена вице-президента французского сената. В 1933 году она обратилась к известным художникам того времени с предложением воспроизвести их произведения на мануфактуре в Обюссоне. Однако и на этот раз всё было сведено к обычному копированию картин:24.

Через несколько десятков лет после Морриса реформатор искусства художественного ткачества Жан Люрса, после неудачных экспериментов по возвращению шпалере её монументально-декоративного значения, также обратился к опыту мастеров средних веков. Изучая серию «Анжерский Апокалипсис», а также основы шпалерного ткачества под руководством потомственного мастера с мануфактуры в Обюссоне Франсуа Табара (фр. François Tabard), Люрса вывел четыре основных принципа успеха шпалеры. Люрса был убеждён, что природа шпалеры отлична от природы живописи — она просто не может точно копировать картину. Шпалера должна быть связана с архитектурной средой, для которой предназначена, картон создаётся в натуральную величину будущей шпалеры (причём вместо живописного картона вводился картон с обозначением областей разного цвета контурами и присвоением им номеров):101, структура плетения должна приближаться к структуре произведений средневековых мастеров, то есть быть довольно крупной. По Люрса шпалера: 
«…предмет, по сути являющийся тканью. Задача её — одеть часть здания, которому, разумеется, без этого украшения недоставало бы чего-то чувственного, страстного; одним словом, недоставало очарования […]. Самое главное в овладении поверхностью стены — никогда не смешивать станковую картину с настенной шпалерой: их техника противоположна, их эстетика совершенно несхожа»:65.
 Уменьшение плотности ткачества имело не только чисто декоративный, но и экономический эффект — скорость исполнения шпалер возросла до 1 м в месяц, снизилась стоимость продукции, появились новые заказчики:101. По словам самого Люрса, с искусством шпалеры он познакомил около ста художников из разных стран. Однако наиболее последовательно воплощали в жизнь его теорию, оставаясь в то же время мастерами с неповторимым авторским почерком, Жан Пикар-Леду, Марк Сен-Санс, Марсель Громер, Дом Робер):29.
Жан Люрса вывел искусство шпалеры на новый уровень и стал первым художником современной шпалеры. Он создал около тысячи картонов для шпалер. Последняя его работа — грандиозная серия «Песнь Мира», законченная уже после его смерти:27. Люрса основал в 1945 году Ассоциацию художников-картоньеров Франции. Он стал одним из создателей Международного центра старинной и современной таписерии CITAM (Лозанна, 1961) и инициатором проводимых CITAM с 1962 года Биеннале таписерии — крупнейшего смотра художников, работающих в области художественного ткачества:29.
Ле Корбюзье начал работать в области художественного ткачества с 1945 года. Его первые картоны для мануфактуры в Обюссоне, где в то время Люрса возрождал производство шпалеры, были небольшими по размеру. В 1955 году Корбюзье разработал для Верховного суда в Чандигархе монументальную серию из девяти панно, в которой обратился к игре линий и чистых цветов. В этой работе Корбюзье продемонстрировал совпадение своих взглядов со взглядами Люрса на шпалеру как неотъемлемую часть архитектуры:28.

### Вторая половина XX—XXI век
В середине XX века Франция утратила ведущие позиции в области художественного текстиля. В развитии современного ткачества, принципиально нового синтетического направления, в 1950-х и 1960-х годах сыграли значительную роль художники Скандинавии, Восточной Европы, Японии, США. В их творчестве особое внимание уделялось пластическим свойствам шпалеры, а также обогащению её выразительных средств использованием неожиданных материалов, не известных классическому шпалерному ткачеству, и изучение древних техник плетения и ткачества. При этом в создании шпалеры участвует уже один художник, не прибегающий к помощи картоньера. Таким образом мастер полностью контролирует создание произведения от замысла до технического воспроизведения, что значительно обогащает возможности его самовыражения.
Шпалера уже более не просто ковер, украшающий стену, она превращается в самостоятельный художественный объект (англ. art object). Она отделяется от стены, становится трехмерной подобно скульптуре, как, например, в работах Шейлы Хикс или сама становится средой (энвайронменту), когда зритель имеет возможность проникнуть внутрь неё. Некоторые исследователи различают три подвида таписерии-среды: архитектурный энвайронмент, костюмный и экспериментальный.
Особое направление в развитии современного текстильного искусства сложилось в странах Восточной Европы — Польши (Абаканович), Югославии (Ягода Буич) и Венгрии. В СССР родоначальником школы современного гобелена стал латышский художник Рудольф Хеймратс, который в начале 60-х годов XX века вместе с Георгом Баркансом заложил его эстетические принципы:57.
В настоящее время современный гобелен, выполненный в технике ручного ткачества, существует в двух видах. Во-первых — это авторские произведения; во-вторых — повторение классических образцов шпалерного искусства на фабриках, расположенных преимущественно в странах Юго-Восточной Азии. В свою очередь авторские гобелены распадаются на две группы: в первой оригинальные экспериментальные произведения современного искусства, в другой же предметы, выполненные в традициях, сложившихся на протяжении веков. Некоторые мастера, работающие в области традиционного ткачества, особенное внимание уделяют декоративности, колориту художественного произведения. Их работы близки к произведениям, выполненным специально для театра (занавеси, декорации). Существует также тенденция переноса в гобелен приемов графики или станковой живописи, когда главным становится содержательная часть произведения, его повествовательность.

## Материалы
До XVIII века для основы в шпалерах использовалась шерсть — самый доступный и лёгкий в обработке материал, чаще всего это овечья шерсть:12. Главное требование, предъявляемое к материалу основы, — прочность. В XIX веке основу для шпалер иногда делали из шёлка. Хлопчатобумажная основа значительно облегчает вес изделия, она прочна, в большей степени устойчива к неблагоприятным воздействиям внешней среды:12.
Нити утка были также шерстяными: шерсть хорошо поддаётся окраске и позволяет добиться широкого диапазона в оттенках. От утка не требуется такой прочности, как у основы, поэтому для него использовалась более тонкая нить. Главные качества утка — эластичность, мягкость. Копты использовали в ткачестве шерсть и лён:73, шерсть и хлопок были основными материалами для ковров на мусульманском Востоке. В доколумбовой Америке хлопок использовался для основы, и там, где нужно было выткать участки белого цвета, для утка применялась шерсть ламы, гуанако, викуньи, иногда человеческие волосы:312. В Европе шерсть могла комбинироваться со льном, шёлком (им выполнялись светлые места рисунка), хлопком, конским волосом, гарусом. Блестящие нити шёлка и гаруса оттеняли матовую шерсть, разнообразили фактуру шпалеры. Тонкими нитями выполнялись мелкие детали:12—13. Ткачи из Арраса в XV веке положили начало использованию в европейских шпалерах золотых и серебряных нитей.

## Плотность шпалеры
В шпалерном ткачестве плотность ковра определяется количеством нитей основы на 1 см. Чем выше плотность, тем больше возможностей у ткача выполнить мелкие детали, и тем медленнее продвигается работа. В средневековой европейской шпалере насчитывается около 5 нитей основы на 1 см. Изделия брюссельских мануфактур XVI века имели такую же небольшую плотность (5—6 нитей), однако местным ткачам удавалась передача сложных нюансов изображения. Со временем шпалера всё более приближается к живописи, её плотность увеличивается. На мануфактуре Гобеленов плотность шпалер составляла 6—7 нитей на 1 см в XVII веке, а в XVIII веке — уже 7—8. В XIX веке плотность изделий мануфактуры Бове достигла 10—16 нитей. Такая шпалера по сути стала всего лишь подражанием станковой живописи. Одним из средств возвращения шпалере декоративности Жан Люрса считал уменьшение её плотности. В XX веке французские мануфактуры вернулись к плотности шпалер в 5 нитей. В современном ручном ткачестве плотность принята в 1—2 нити на см, плотность свыше 3 нитей считается высокой:23.

## Техника создания шпалеры
Шпалеры ткутся вручную. На станке или раме натягиваются нити основы. Нити основы переплетаются цветными шерстяными или шёлковыми нитями, при этом основа полностью покрывается, так что её цвет не играет никакой роли:12.

### Ткачество на раме
Самым ранним и простейшим устройством для работы ткача была рама с натянутыми нитями основы. Основу можно крепить, натягивая на гвозди, вбитые в раму, либо используя раму с равномерно размещёнными по верхнему и нижнему краям пропилами, либо простым навиванием нити на раму. Однако последний способ не очень удобен, так как в процессе ткачества нити основы могут смещаться:11—12. Для создания первого зева (пространства между плоскостями нечётных и чётных нитей) нити основы делятся проборной планкой, в роли которой может выступать гладко оструганная палочка:25. Уточная нить прокидывается с помощью челнока (но можно обойтись и обычным моточком ниток) и после нескольких прокидок прибивается колотушкой или пальцами рук. Чтобы выполнить обратную прокидку, ткач перебирает нити основы, создавая второй зев. Для выполнения ворсовых узлов используется нож-крючок:15.
В середине XX века мастера по текстилю снова обратились к простейшему устройству ткача — раме с натянутыми нитями основы, а несколько позднее, в поисках новых путей развития искусства шпалерного ткачества, некоторые из художников отказались не только от ткацкого станка, но и от традиционных материалов:12.

### Работа на станках

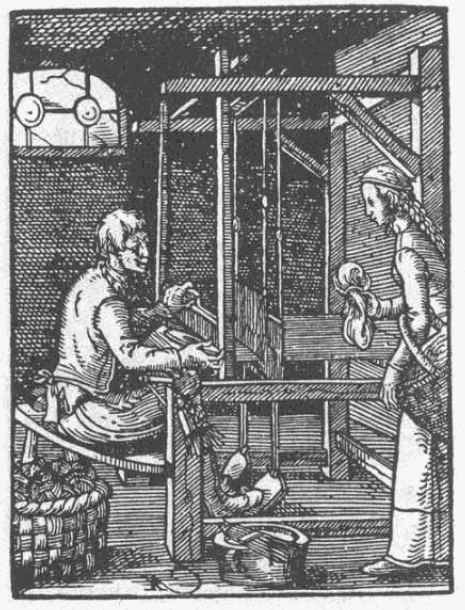
Ткач на немецкой гравюре 1568 года. Горизонтальный ткацкий станок

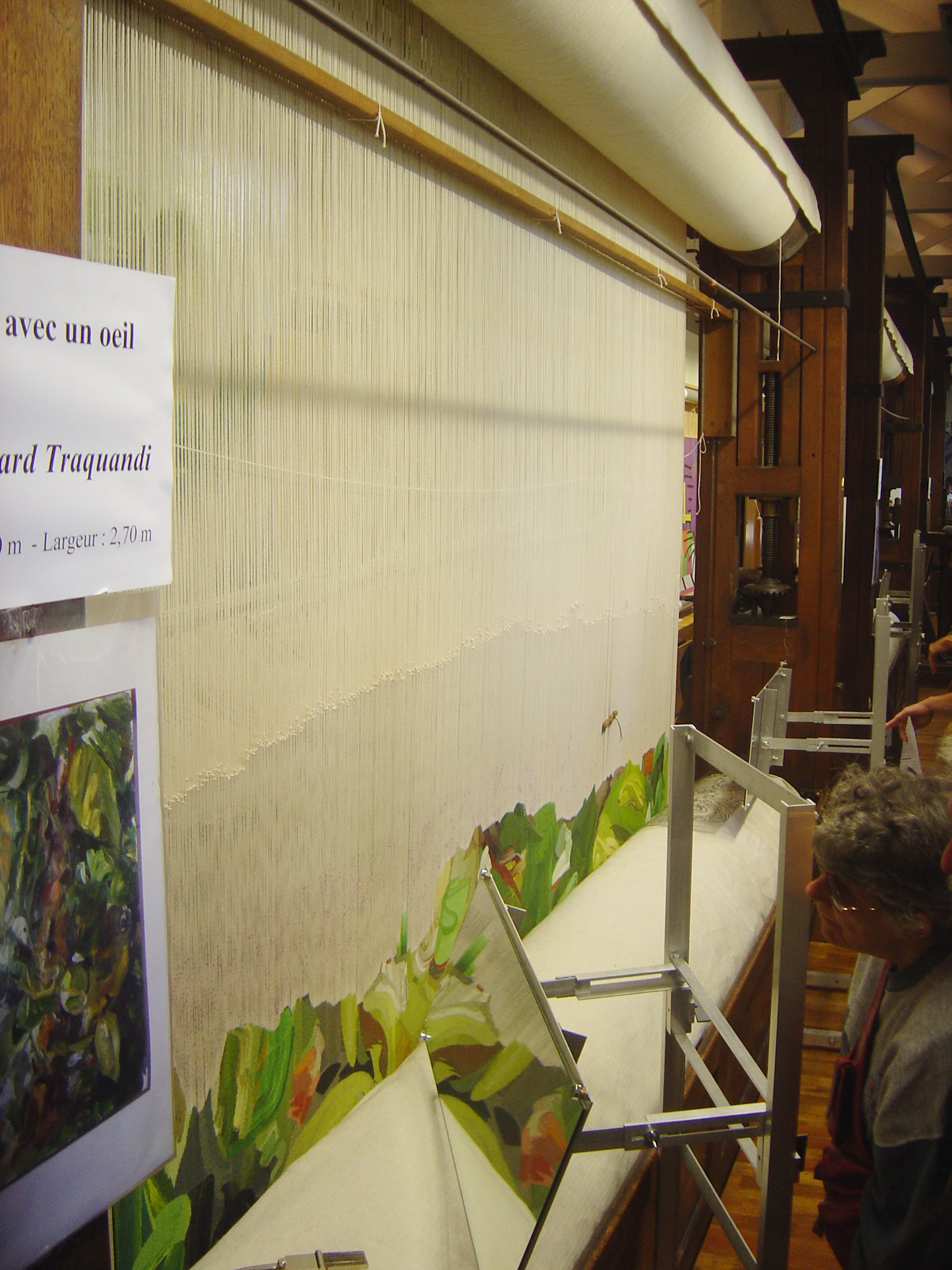
Вертикальный станок на мануфактуре Гобеленов. Париж

Позднее появились высокие и низкие ткацкие станки. Различие в работе на станках заключается в основном в расположении нитей основы, горизонтальном — на низком станке — и вертикальном — на высоком. Это связано с их определённым устройством и требует характерных движений при работе. В обоих случаях способ создания на рисунке объёма и цветовых переходов одинаков. Нити разного цвета переплетаются и создают эффект постепенного изменения тона или ощущение объёма.
Изображение копировалось с картона — подготовительного рисунка в цвете в натуральную величину шпалеры, выполненного на основе эскиза художника. По одному картону можно создать несколько шпалер, каждый раз в чём-то отличных друг от друга.
В механическом отношении техника производства шпалеры очень проста, но требует от мастера много терпения, опытности и художественных познаний: хорошим ткачом может быть только образованный художник, в своём роде живописец, отличающийся от настоящего только тем, что изображение он создаёт не красками, а цветной нитью. Он должен разбираться в рисунке, колорите и светотени как художник, а кроме того, обладать ещё и полным знанием приёмов шпалерного ткачества и свойств материалов. Довольно часто бывает невозможно подобрать нити разных оттенков одного цвета, поэтому ткачу приходится в процессе работы подкрашивать нити.
При работе на вертикальном станке с его верхнего вала, по мере готовности изделия, разматывается основа, на нижний накручивается готовая шпалера. Ковры, выполненные на вертикальном станке, называются haute-lisse (готлис, от фр. haute «высокая» и lisse «основа»). Готлиссная техника позволяет выполнить более сложный рисунок, но она и более трудоёмка. Рабочее место ткача находится с изнаночной стороны ковра, на которой закрепляются концы нитей. Изображение с картона переносится на кальку, а с неё — на ковёр. За спиной у ткача размещался картон, а с лицевой стороны работы — зеркало. Раздвинув нити основы, мастер может проверить точность работы по картону.
Другие ковры, при изготовлении которых основа располагается горизонтально между двумя валами, благодаря чему труд ткача значительно облегчается, носят название basse-lisse (баслис, от фр. basse «низкая» и lisse «основа»). Нити основы натянуты между двумя валами в горизонтальной плоскости. Шпалера обращена к ткачу изнаночной поверхностью, рисунок с картона переносится на кальку, размещаемую под нитями основы, таким образом, лицевая сторона изделия повторяет картон в зеркальном отображении. Мастер работает маленькими шпульками, на которые намотаны нити разных цветов. Пропуская шпульку с нитью какого-либо цвета через основу и опутывая ею последнюю, он повторяет эту операцию нужное число раз, а затем оставляет её и принимается за другую с нитью другого цвета, с тем, чтобы возвратиться к первой шпульке, когда потребуется снова.
После того, как шпалера снята со станка, отличить, в какой из двух техник она была выполнена, невозможно. Для этого надо видеть картон — шпалера баслис повторяет его в зеркальном отражении, готлис — в прямом:5.

С 1826 года Парижская национальная мануфактура перешла на изготовление исключительно ковров haute-lisse. 

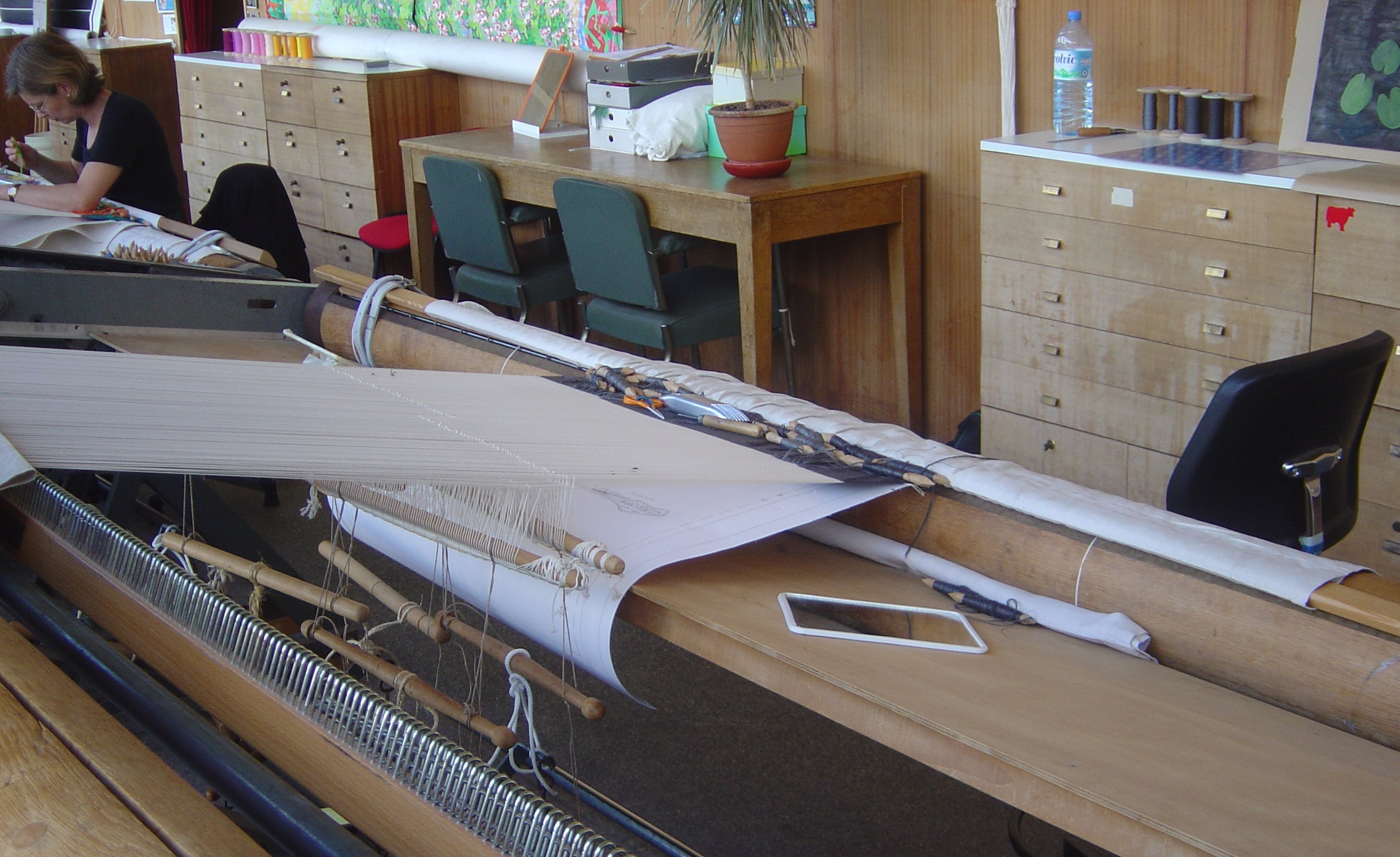
Горизонтальный станок на мануфактуре Гобеленов. Париж

Так как один мастер мог работать над небольшим участком ковра, одновременно над одним изделием трудились 5—6 ткачей. На мануфактуре Гобеленов шпалеры выполнялись частями (метод выборочного ткачества). После снятия со станка части сшивались между собой шёлковыми нитями, на изнаночной стороне изделий оставались характерные швы.
При мануфактуре Гобеленов было училище, в котором кроме ткацкого дела преподавались также рисование и живопись. В 1826 году к ней присоединена фабрика тканых ковров Савоннери, основанная в 1604 году и получившая своё название от помещения, где некогда находился мыловаренный завод. На Савоннери с 1624 года производились так называемые бархатные (ворсовые) ковры с орнаментом для пола и мебели. После прекращения производства ковров basse-lisse на мануфактуре Гобеленов во Франции они стали вырабатываться исключительно в Бове и Обюссоне.

## Некоторые приёмы ручного ткачества
Шпалера создаётся с помощью перекрёстного переплетения нитей. Несмотря на лёгкость ткацких приёмов, выполнение шпалеры — процесс достаточно долгий. В безворсовом ковре узор образует цветная уточная нить, полностью скрывающая нить основы, после того, как прибивается колотушкой. В современном ковроткачестве иногда, согласно замыслу художника, нити основы намеренно оставляются видимыми:73. Так как нити утка в классической шпалере были тоньше нитей основы, то поверхность готового ковра получалась рубчатой, и переплетение нитей получило наименование репсового (фр. reps — ткань в рубчик):5. В настоящее время соотношение толщин утка и основы может быть самым разнообразным.
В процессе создания шпалеры ткач многократно оказывается перед необходимостью смены утка: обыкновенно эту операцию выполняют при изменении цвета нити, однако на монохромных участках шпалеры уток также надо менять, чтобы избежать перекоса (кирса) ковра. Существует несколько приёмов смены утка, как с образованием просвета (так называемого реле) в полотне шпалеры, так и без него, со сцеплением двух утков между собой:75—77. В классической европейской шпалере реле зашивались на изнаночной стороне ковра. Просветы размером более 1 см ухудшают прочность ковра:36. В современном ковроткачестве иногда реле оставляют открытыми для получения новой фактуры:75.
Для достижения разнообразия оттенков (особенно это актуально при ограниченной палитре цветов) используется штриховка — приём, который был известен уже ткачам-коптам. Существуют три способа штриховки: простая, когда одиночные линии разных цветов чередуются между собой; зубцы (их форма усложнилась к XVI—XVII векам), вариация размеров которых позволяет достичь мягких переходов цвета:75, и свободная штриховка, когда уток прокидывается не по горизонтали, а по линиям, образующим рисунок:58.
В современном ткачестве, в отличие от классической гладкой шпалеры, широко используются приёмы ворсовой и махровой (неразрезанные, непрерывные узлы) техник, заимствованные из традиционного народного ковроделия. Ворсовая техника известна с эпохи ранней бронзы. Первоначально это была просто прокидка через нити основы непряденой шерсти, позднее появилось крепление разнообразными узлами:95. Ворсовая техника даёт возможность получить густой, достаточно короткий и плотный ворс, махровая — редкий, длиной от 15—40 мм и выше, отчего изделие выходит мягким, воздушным. Узлы вяжутся на двух нитях основы строго друг под другом или в шахматном порядке и укрепляются одной или несколькими каркасными прокидками утка. Применение ворсовой техники позволяет ткать большое произведение фрагментами на малой раме. После снятия с рамы фрагменты соединяются швами, которые скрывает ворс. Недостатком этих техник является возможность распускания узлов в готовом изделии:99:81.

## Чистка, консервация, реставрация шпалер
Использование шпалер по прямому назначению неизбежно приводило к их старению, потере прочности и выцветанию. Первоначально (в период с XIV в. до начала XIX в.) западноевропейские шпалеры восстанавливались в шпалерных мастерских. С XIX века началось формирование национальных школ реставрации шпалер, центрами их становились крупные собрания и музеи. С середины XX века появляются и вводятся в практику реставрационных мастерских новые научные методы исследования и консервации. С конца XX века в крупнейших научных и реставрационных центрах мира для определения методов очистки, реставрации и консервации шпалеры предварительно проводятся мероприятия по изучению технологических особенностей материалов, из которых выполнена шпалера. Комплекс предреставрационных исследований шпалеры включает в себя определение происхождения волокон; оценку их состояния и повреждений в шпалере; анализ красителей, их устойчивости; установление значения pH волокон; изучение технологических характеристик золотных нитей; определение происхождения загрязнений. Для исследований отбираются образцы нитей с изнаночной стороны шпалеры, так как на обратной стороне красители не разрушаются от воздействия света.
Шпалеры при поступлении в реставрацию непременно подвергаются сухой очистке с обеих сторон, так как при промывке шпалеры пыль под воздействием воды или растворителей образует более стойкие загрязнения. Решение о водной очистке принимается согласно результатам технологических исследований волокон. С 1990-х годов для водной очистки шпалер применяются специальные вакуумные столы, что значительно облегчает труд реставраторов, уменьшает время очистки и помогает избежать деформации шпалер. Чтобы избежать усадки, после промывки шпалеру закрепляют по периметру. Изделия, подверженные линьке (выполненные из нитей, окрашенных синтетическими красителями) или сильной деформации (шёлковые или шерстяные шпалеры на основе из хлопчатобумажных нитей), чистятся ватными тампонами и мягкими кистями.
К работам консервационным относятся: укрепление лакун (утрат) нитями шерстяными либо хлопчатобумажными; полное либо частичное дублирование поверхности шпалеры (решение о масштабе дублирования принимается в зависимости от того, будет ли изделие экспонироваться в составе постоянной экспозиции или только временно — на выставках); посадка шпалеры на подкладку. Широко используется укрепление тканей иглой, в том числе на новой основе. Достоинство этого способа в том, что укреплённое иглой полотно сохраняет свои первоначальные эластичность и мягкость, недостаток — волокно остаётся незащищённым от разрушающего воздействия внешней среды. Со второй половины XIX века используется приклеивание музейных тканей к новой основе с помощью мучного клейстера с желатином. Натуральный клей, в который добавляют смягчающие, смачивающие и препятствующие образованию плесени вещества, закрепляет ткань и образует защитный слой на поверхности волокна. В усовершенствованном виде этот обратимый метод укрепления (клей при необходимости легко удаляется водой) применяется и в настоящее время, так как его компоненты не разрушают ткань.
Комплекс реставрационных работ дополнительно включает в себя удаление (при необходимости, признанных неудачными) штопок и заплат, выполненных ранее, а также восполнение утрат полотна шпалеры (дублированием окрашенной тканью, шпалерным ткачеством, вышивкой). Исторически основным видом восстановления было ткачество утраченных фрагментов на добавленных нитях основы. Такие восполнения обыкновенно выполнены в безупречной технике. Однако для уточных нитей использовались красители, отличные от оригинальных, что со временем приводило к проявлению существенных различий в яркости цвета между восстановленными частями и полотном шпалеры. Шпалерное ткачество при реставрации применяется в настоящее время лишь в отдельных случаях при восстановлении небольших участков полотна. Широко используется имитация структуры шпалеры окрашенными в цвет утка нитями, пришиваемыми на дублировочную ткань вприкреп.
Традиционно шпалеры вешались на стены за кольца, пришитые к верхнему краю. Такой способ подвески приводил к вытягиванию полотна. В XIX веке к шпалерам стали подшивать подкладку, что способствовало уменьшению деформации. В последнее время наиболее оптимальным признано крепление шпалер с помощью контактной ленты.

## Комментарии
1. ↑  В настоящее время хранится в Каирском египетском музее.
2. ↑  Прокладка уточной нити сквозь нити основы в одном направлении.
3. ↑  На такое применение ковров в ту эпоху указывает и авторская ремарка в пьесе Шекспира «Гамлет»: «Полоний прячется за ковром» (акт III, сцена 4)[1]:63.
4. ↑  Знаменитый памятник искусства раннего средневековья вышитый «Ковёр из Байё», часто ошибочно называемый «Гобеленом из Байё», шпалерой не является[14].
5. ↑  Гротески стали известны в 1481 году, когда в Риме в «Золотом доме» и термах Траяна был обнаружен этот причудливый декор[3]:60[22].
6. ↑  Так же назывались и пейзажные живописные произведения.
7. ↑  Такой тип развески стал применяться и для произведений живописи[23].
8. ↑  Например, передача цветовых оттенков посредством горизонтальной штриховки. Паскье Гернье приписывают авторство шпалеры «Дровосеки».
9. ↑  Шпалеры в настоящее время находятся в Примациальном дворце[англ.] в Братиславе. В 1903 году, при реконструкции дворца свёрнутые в рулоны шпалеры были случайно обнаружены за одной из стен. Вероятно, там они хранились со времени Наполеоновских войн[3]:79.
10. ↑  Иногда она называлась «Королевской мануфактурой меблировки для коронованных особ». К тому времени для обозначения настенных ковров и других тканых изделий вошло в обиход слово «гобелен». По сути гобелен — то же самое, что шпалера, но первоначально гобеленами называли лишь те ковры, которые были созданы во Франции на королевской мануфактуре[1]:18. В XVIII веке ковры, выполненные в подражание шпалерам мануфактуры Гобеленов, назывались гобеленами, а в XIX веке это наименование закрепилось за всеми шпалерами[27].
11. ↑  Так, в середине XVIII века на Петербургской мануфактуре на квадратный аршин шпалеры тратилось 72 золотника шёлка и 48 золотников гаруса[32].